# 식민주의

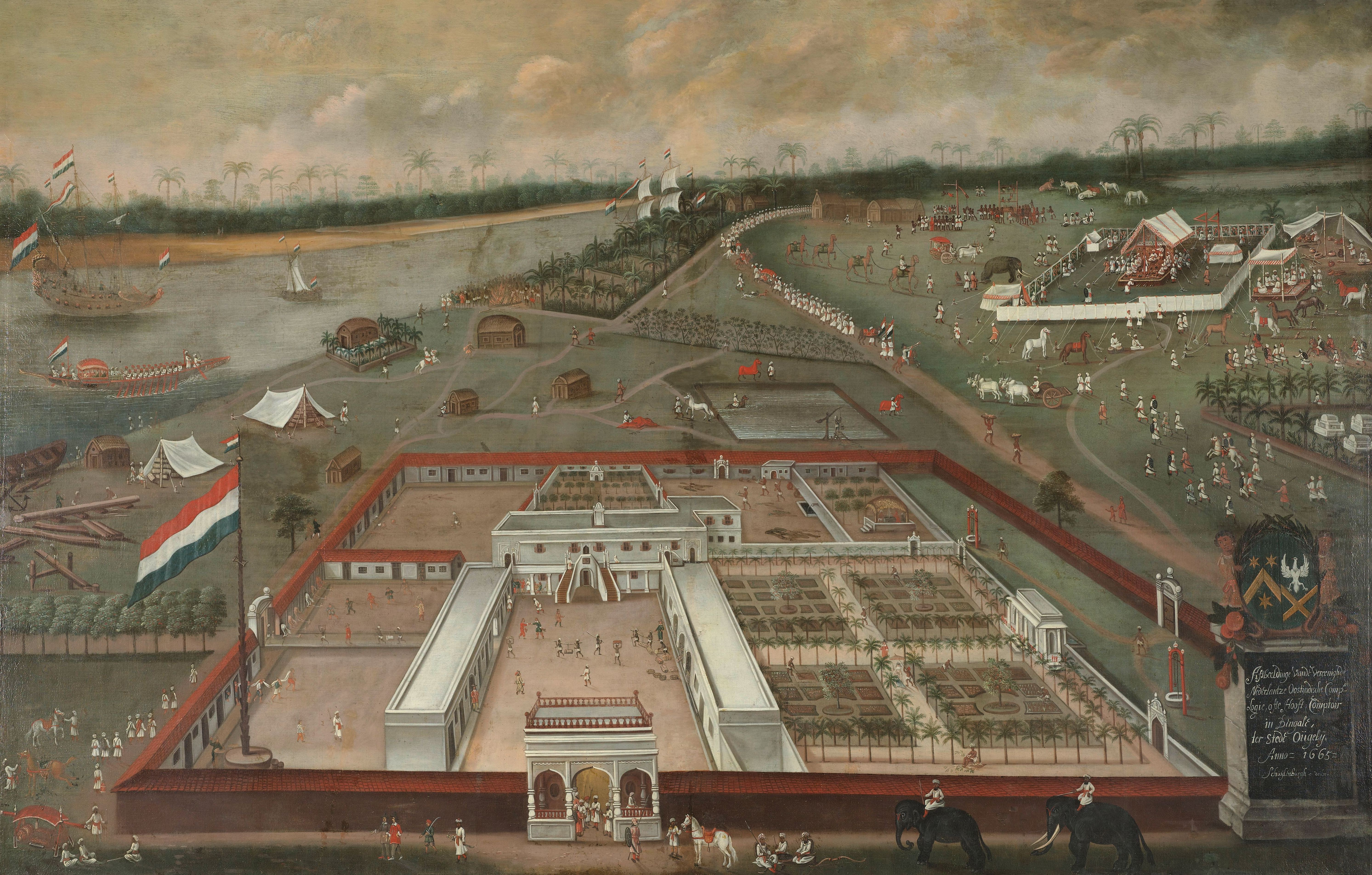
1665년 네덜란드 동인도 회사 상관의 그림, 식민주의의 계층 구조와 피식민지인 및 그들의 땅에 미친 영향을 보여준다.

식민주의(植民主義)는 한 민족이 다른 지역과 그 사람들에 대한 통제권을 확장하고 유지하는 관행이다. 식민주의는 특히 대상이 되는 땅과 사람을 식민 지배자들의 땅과 구별함으로써 작동하며, 때로는 식민 지배자들의 모국으로부터 분리된 식민지로 피식민지인들을 조직하는 방식도 포함한다. 흔히 제국주의적 프로젝트이지만, 식민주의는 정착민 식민주의의 형태를 띠기도 한다. 이는 한 개 이상의 식민 모국 출신 정착민들이 기존의 원주민을 부분적으로 또는 완전히 대체할 의도로 영토를 점유하는 것으로, 경우에 따라 제노사이드에 해당할 수 있다.(p. 2)
식민주의는 정복된 땅과 사람들을 열등하게 이해함으로써 권력을 독점하며, 이는 특권과 우월성에 대한 신념에 기반한다. 이러한 신념은 땅과 생명을 개척하는 문명화 사명을 가지고 있다는 정당화된 믿음으로 뒷받침되며, 역사적으로 종종 기독교 선교의 믿음에 뿌리를 둔다. 이러한 신념과 실제 식민지화는 이른바 식민성을 확립하여 피식민지인들을 현대 생명정치의 성, 젠더, 인종, 장애, 계급 등에서 사회경제적으로 타자와 서발턴으로 유지시키며, 이는 상호교차적 폭력과 차별을 초래한다.
세계 각지에서 다양한 형태의 식민주의가 존재했지만, 이 개념은 근대사의 유럽 식민제국을 설명하기 위해 발전되었다. 이들은 15세기부터 20세기 중반까지 전 세계로 확산되어 1800년에는 지구 육지의 35%를 차지했으며, 제1차 세계 대전 초에는 84%에 달했다. 유럽 식민주의는 중상주의와 특허 회사를 활용했으며, 복잡한 식민성을 확립했다.
18세기부터 시작된 탈식민지화는 점진적으로 식민지들의 독립을 여러 차례에 걸쳐 이끌어냈으며, 특히 제2차 세계 대전 이후 1945년부터 1975년 사이에 대규모 탈식민화가 일어났다. 식민주의는 현대의 광범위한 결과에 지속적인 영향을 미치며, 학자들은 식민 제도의 차이가 경제발전, 정권 유형, 그리고 국가 역량의 차이를 설명할 수 있음을 보여주었다. 일부 학자들은 신식민주의라는 용어를 사용하여 현대에 간접적인 수단을 통해 식민 통치 요소가 지속되거나 부과되는 현상을 설명한다.

## 어원
식민주의는 어원학적으로는 로마 제국의 소작농을 설명하는 데 사용된 라틴어 "Colonus"에 뿌리를 두고 있다. 콜로누스 소작농은 처음에는 지주의 소작농으로 시작했지만, 시스템이 발전하면서 영원히 지주에게 빚을 지고 예속 상태에 갇히게 되었다.

## 정의

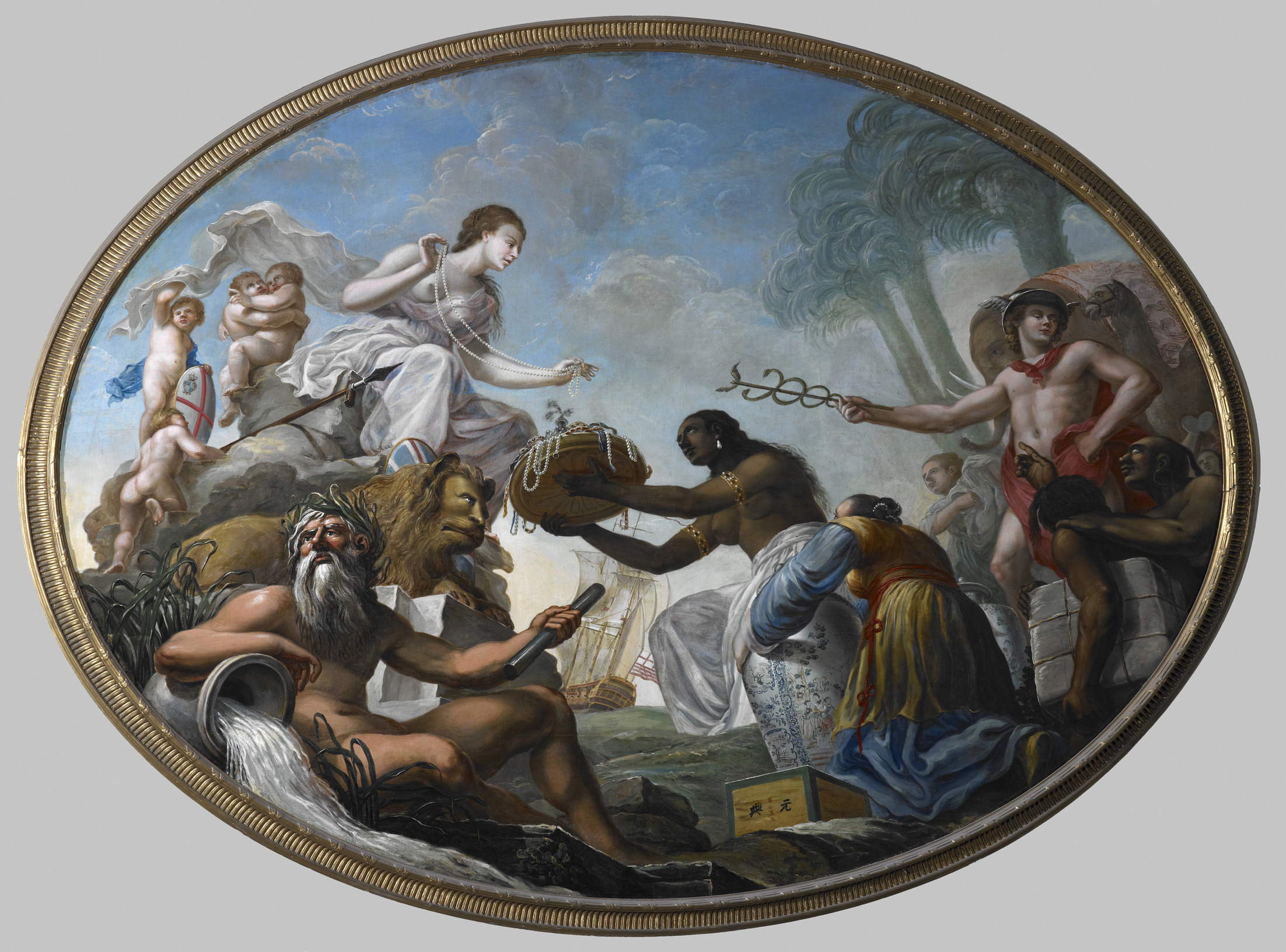
스피리디오네 로마가 영국 동인도 회사 이사회실을 위해 그린 그림, 《동양이 브리타니아에 부를 바치다》(1778년).

식민주의는 초기에 사람들이 이주하여 정착한 농장을 의미했다. 이 용어는 20세기 초에 주로 유럽의 제국주의적 팽창과 아시아 및 아프리카 민족에 대한 제국주의적 종속을 지칭하는 의미로 확대되었다.
콜린스 영어사전은 식민주의를 "강대국이 약소국을 직접 통제하고 그 자원을 이용하여 자국의 힘과 부를 증대시키는 관행"으로 정의한다. 웹스터 백과사전은 식민주의를 "한 국가가 다른 민족이나 영토에 대한 권위를 확장하거나 유지하려는 정책"으로 정의했다. 온라인 메리엄-웹스터 사전은 여러 가지 정의를 제공한다: "외국 국가나 민족에 의한 민족이나 지역의 지배", "한 국가가 다른 민족이나 지역에 대한 정치적, 경제적 통제를 확장하고 유지하는 관행", 그리고 "식민지를 획득하고 유지하려는 정책 또는 신념".
스탠퍼드 철학 백과사전은 이를 "한 민족이 다른 민족을 예속시키는 지배의 관행"으로 정의하며, "아메리카, 오스트레일리아, 그리고 아프리카와 아시아의 일부를 포함하여 유럽이 나머지 세계를 정착시키고 정치적으로 통제하는 과정"을 설명하는 데 이 용어를 사용한다. 이 백과사전은 식민주의, 제국주의, 정복 간의 구분을 논하며, "식민주의를 정의하는 어려움은 이 용어가 종종 제국주의의 동의어로 사용된다는 사실에서 비롯된다. 식민주의와 제국주의는 모두 유럽에 경제적, 전략적으로 이익이 될 것으로 예상되는 정복의 형태였다"고 밝히고, "두 용어를 일관되게 구분하기 어렵다는 점을 고려할 때, 이 항목에서는 식민주의를 16세기부터 20세기까지의 유럽 정치 지배 프로젝트를 광범위하게 지칭하는 데 사용하며, 이는 1960년대 민족 해방 운동으로 끝났다"고 덧붙인다.
위르겐 오스터하멜의 《식민주의: 이론적 개요》 서문에서 로저 티그너는 "오스터하멜에게 식민주의의 본질은 식민지의 존재에 있으며, 식민지는 정의상 보호국이나 비공식적 영향권과 같은 다른 영토와는 다르게 통치된다"고 말한다. 이 책에서 오스터하멜은 "식민주의를 '식민지'와 독립적으로 어떻게 정의할 수 있는가?"라고 묻는다. 그는 세 문장으로 된 정의에 동의한다.
식민주의는 토착 (또는 강제 이주된) 다수와 소수의 외국 침략자들 간의 관계이다. 피식민지 민족의 삶에 영향을 미치는 근본적인 결정은 종종 멀리 떨어진 모국에서 정의된 이익을 추구하는 식민 통치자들에 의해 이루어지고 실행된다. 피식민지 인구와의 문화적 타협을 거부하면서, 식민 지배자들은 자신들의 우월성과 자신들이 통치하도록 정해진 사명을 확신한다.

줄리안 고에 따르면, "식민주의는 외국 지배국이 한 사회와 그 사람들을 직접적으로 정치적으로 통제하는 것을 의미한다... 지배국은 정치적 권력을 독점하고 피지배 사회와 그 사람들을 평등한 시민이 아니라 법적으로 열등한 지위로 유지한다." 그는 또한 "식민주의는 무엇보다도 핵심 국가가 다른 영토와 그 주민들에 대해 주권을 선언하거나 영토를 점령하는 것에 달려 있으며, 이 주민들은 동등한 시민이 아닌 열등한 주체로 분류된다"고 썼다.
오스트레일리아의 역사학자 Lorenzo Veracini는 식민주의를 식민 모국과 식민지 영토 간의 불평등한 관계를 폭력을 통해 확립하고 유지하는 것으로 정의하며, 식민주의가 이주와 폭력이라는 본질적인 힘을 통해 불평등한 관계로 유지된다고 주장한다.(pp. 1-4) 식민 관계에서 발생하는 권력 불균형은 식민 모국이 식민지와의 불평등한 무역 조건을 착취할 수 있도록 한다.
데이비드 스트랭에 따르면, 탈식민화는 국제 사회로부터의 사실상의 승인과 함께 주권 국가 지위를 획득하거나, 기존 주권 국가에 완전히 통합됨으로써 달성된다.

## 식민주의의 유형

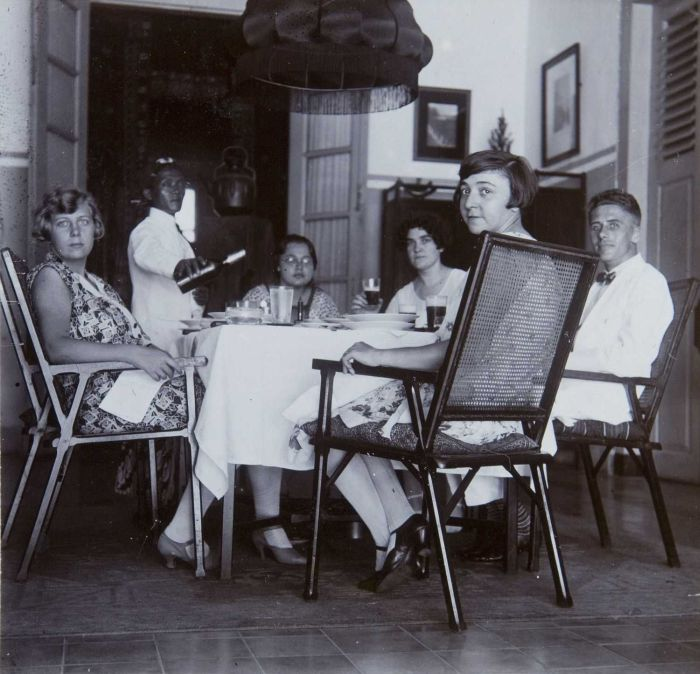
1927년 자와섬의 네덜란드인 가족.

더 타임스는 한때 세 가지 유형의 식민 제국이 있다고 농담했다. "영국은 식민자와 함께 식민지를 만들고, 독일은 식민지 없이 식민자를 모으며, 프랑스는 식민자 없이 식민지를 세운다." 식민주의에 대한 현대 연구는 종종 식민주의를 여러 겹의 범주로 구분하며, 크게 네 가지 유형으로 분류한다. 정착민 식민주의, 착취 식민주의, 대리 식민주의, 그리고 내부 식민주의이다. 일부 역사학자들은 국가적 형태와 무역 형태를 포함한 다른 식민주의 형태도 식별했다.
- 정착민 식민주의는 정착민들의 식민지로의 대규모 이민을 포함하며, 종종 종교적, 정치적, 경제적 이유로 동기 부여된다. 이 형태의 식민주의는 주로 기존 인구를 정착민으로 대체하는 것을 목표로 하며, 정착촌을 건설할 목적으로 많은 수의 정착민이 식민지로 이주한다.[31] 아르헨티나, 오스트레일리아, 브라질, 캐나다, 칠레, 중국, 이스라엘, 뉴질랜드, 북아일랜드, 러시아, 남아프리카 공화국, 미국, 그리고 우루과이는 정착민 식민주의에 의해 현대적 형태로 창조되거나 확장된 국가의 예이다.[3][32][33][34][35][36][5](pp. 83-84) 프랑스령 알제리, 로디지아 (현재 짐바브웨), 이탈리아령 리비아, 케냐 식민지, 일본령 조선과 만주국, 그리고 가장 악명 높은 나치 점령 동유럽[37](pp. 462-463)은 정착민 식민지 건설을 시도했거나 실패한 과거의 예이다.[5](pp. 83-84)
- 착취 식민주의는 적은 수의 식민자를 포함하며, 모국의 이익을 위해 천연자원이나 노동력 착취에 중점을 둔다. 이 형태는 교역소와 함께 식민자들이 정치 및 경제 행정의 대부분을 구성하는 대규모 식민지로 이루어진다. 유럽의 아프리카와 아시아 식민지화는 주로 착취 식민주의의 후원 아래 이루어졌다.[38]
- 대리 식민주의는 식민 세력의 지원을 받는 정착 사업을 포함하며, 정착민의 대부분이 지배 세력과 같은 민족 집단 출신이 아닌 경우이다. 이는 (논쟁의 여지가 있지만) 팔레스타인 위임통치령과 라이베리아의 경우에 해당한다고 주장되어 왔다.[39][40]
- 내부 식민주의는 국가의 지역 간 구조적 권력 불균형을 의미한다. 착취의 원천은 국가 내부에 존재한다. 이는 통제와 착취가 식민지화 국가의 사람들로부터 새로 독립한 국가 내 이민 인구로 어떻게 넘어갈 수 있는지를 보여준다.[41][42][[파일:Hakewill, A Picturesque Tour of the Island of Jamaica, Plate 04.jpg|섬네일|킹스턴 (자메이카), 자메이카의 하버 스트리트, 1820년 경}}
- 국가 식민주의는 정착민 식민주의와 내부 식민주의의 요소를 모두 포함하는 과정으로, 국가 건설과 식민지화가 상호 연결되어 식민 정권이 피식민지 민족을 자신들의 문화적, 정치적 이미지로 재구성하려 한다. 목표는 그들을 국가에 통합시키는 것이지만, 오직 국가가 선호하는 문화의 반영으로서만이다. 국민당 군사 독재 하의 대만은 국가 식민주의 사회의 전형적인 예이다.[43]
- 무역 식민주의는 상인들을 위한 무역 기회를 지원하는 식민주의 사업을 포함한다. 이 형태의 식민주의는 19세기 아시아에서 가장 두드러졌는데, 이전에 고립주의 국가들은 서구 열강에 항구를 강제로 개방해야 했다. 이에 대한 예로는 아편 전쟁과 일본의 개항이 있다.[44][45]

## 사회문화적 진화
식민자들이 이미 인구가 거주하는 지역에 정착했을 때, 그 지역 사람들의 사회와 문화는 영구적으로 변화했다. 식민지 관행은 피식민지인들에게 전통 문화를 포기하도록 직간접적으로 강요했으며, 이른바 식민성이라는 복잡한 권력 체계를 구축했다. 예를 들어, 미국의 유럽 식민자들은 기숙 학교 프로그램을 시행하여 원주민 어린이들이 헤게모니 문화에 동화되도록 강요했다.
문화 식민주의는 아메리카의 메스티소와 같이 문화적으로나 민족적으로 혼합된 인구를 발생시켰을 뿐만 아니라, 프랑스령 알제리나 남로디지아에서 발견되는 것처럼 인종적으로 분리된 인구를 낳았다. 사실, 식민 강대국이 일관되고 지속적인 존재를 확립한 모든 곳에는 혼성 공동체가 존재했다.
아시아의 주목할 만한 예로는 앵글로-버마인, 앵글로-인도인, 버거인, 유라시아계 싱가포르인, 필리핀 메스티소, 크리스탕인, 마카오 토생 포인 등이 있다. 네덜란드령 동인도 (이후 인도네시아)에서는 "네덜란드인" 정착민의 대다수가 실제로는 인도-유럽인으로 알려진 유라시아인이었으며, 이들은 식민지에서 공식적으로 유럽인 법적 계급에 속했다.

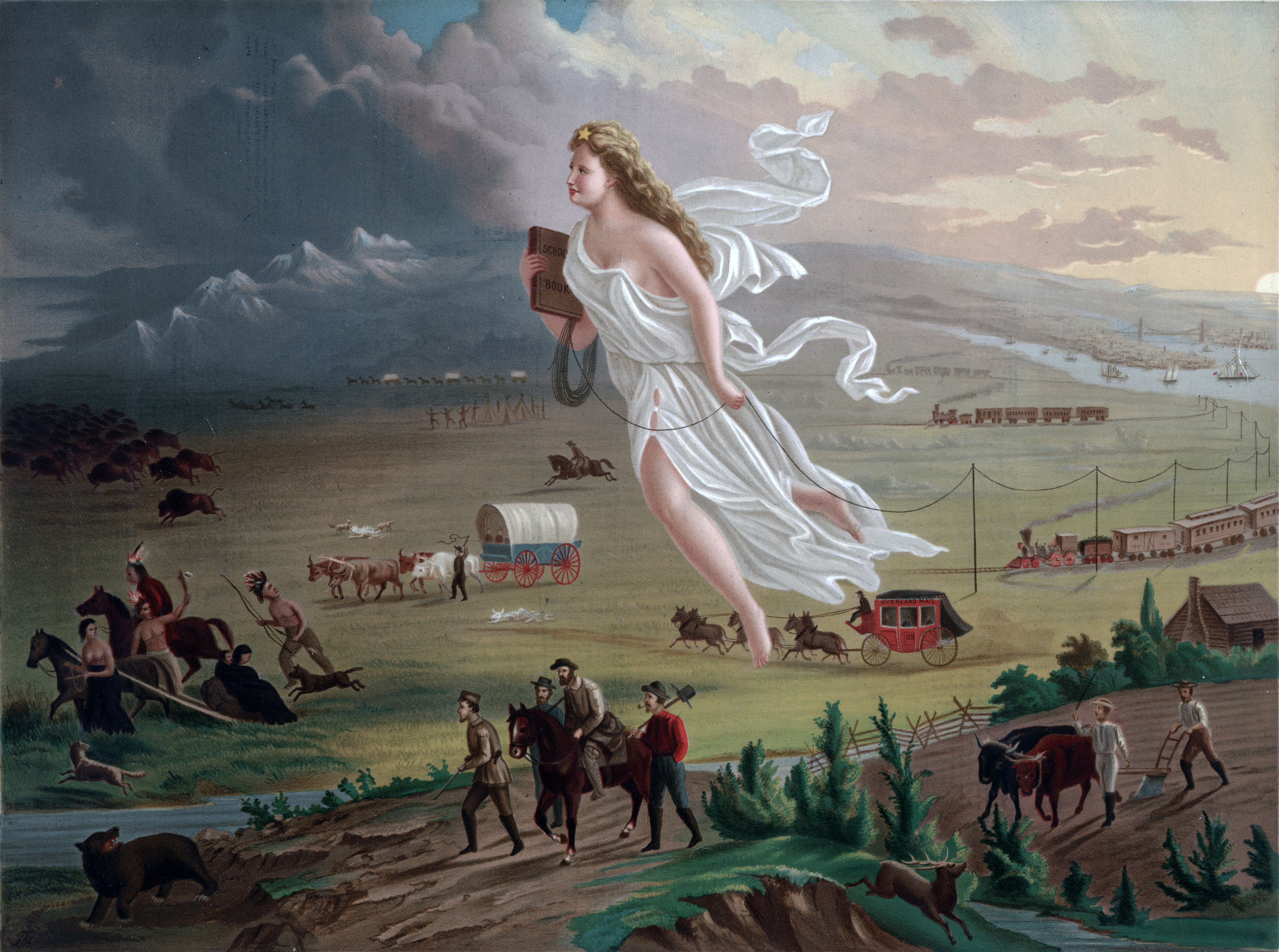
존 개스트의 《미국의 진보》(1872)는 명백한 운명이라는 이념을 비유적으로 표현한 것이다. 컬럼비아, 즉 미국의 의인화는 서쪽으로 정착민 문명을 이끌며 빛을 가져오고, 전신선을 연결하고, 책을 들고, 경제 활동의 다양한 단계와 진화하는 교통 수단을 강조하며, 한편 왼쪽에서는 미국 원주민을 그들의 고향에서 쫓아낸다.

## 역사

### 고대
식민주의라고 불릴 수 있는 활동은 적어도 고대 이집트인들만큼이나 오랜 역사를 가지고 있다. 페니키아, 그리스인, 그리고 로마인들은 고대 식민지를 세웠다. 페니키아는 기원전 1550년부터 기원전 300년까지 지중해 전역으로 퍼져나간 기업적인 해상 무역 문화를 가지고 있었으며, 이후 페르시아 제국과 다양한 그리스 도시 국가들이 이러한 식민지 건설 노선을 계속했다. 로마인들도 곧 뒤를 이어 지중해 전역, 북아프리카, 서아시아에 콜로니아를 건설했다.

### 중세
7세기부터 아랍인들은 중동, 북아프리카, 그리고 아시아와 유럽의 일부를 식민지화했다. 9세기부터 바이킹 (노르드인)인 레이프 에이릭손과 같은 이들이 브리튼, 아일랜드, 아이슬란드, 그린란드, 북아메리카, 현재의 러시아와 우크라이나, 프랑스 (노르망디), 시칠리아에 식민지를 세웠다. 9세기에 새로운 지중해 식민지화 물결이 시작되었으며, 베네치아인, 제노바인, 아말피인과 같은 경쟁자들이 이전에 비잔틴 또는 동로마의 부유한 섬과 땅에 침투했다. 유럽 십자군은 오트르메르 (레반트, 1097–1291)와 발트해 연안 (12세기 이후)에 식민 통치 체제를 세웠다. 베네치아는 달마티아를 지배하기 시작했으며, 1204년 제4차 십자군이 끝난 후 비잔틴 제국의 3/8을 획득한다고 선언하면서 명목상 가장 큰 식민지 확장을 달성했다.

### 근대

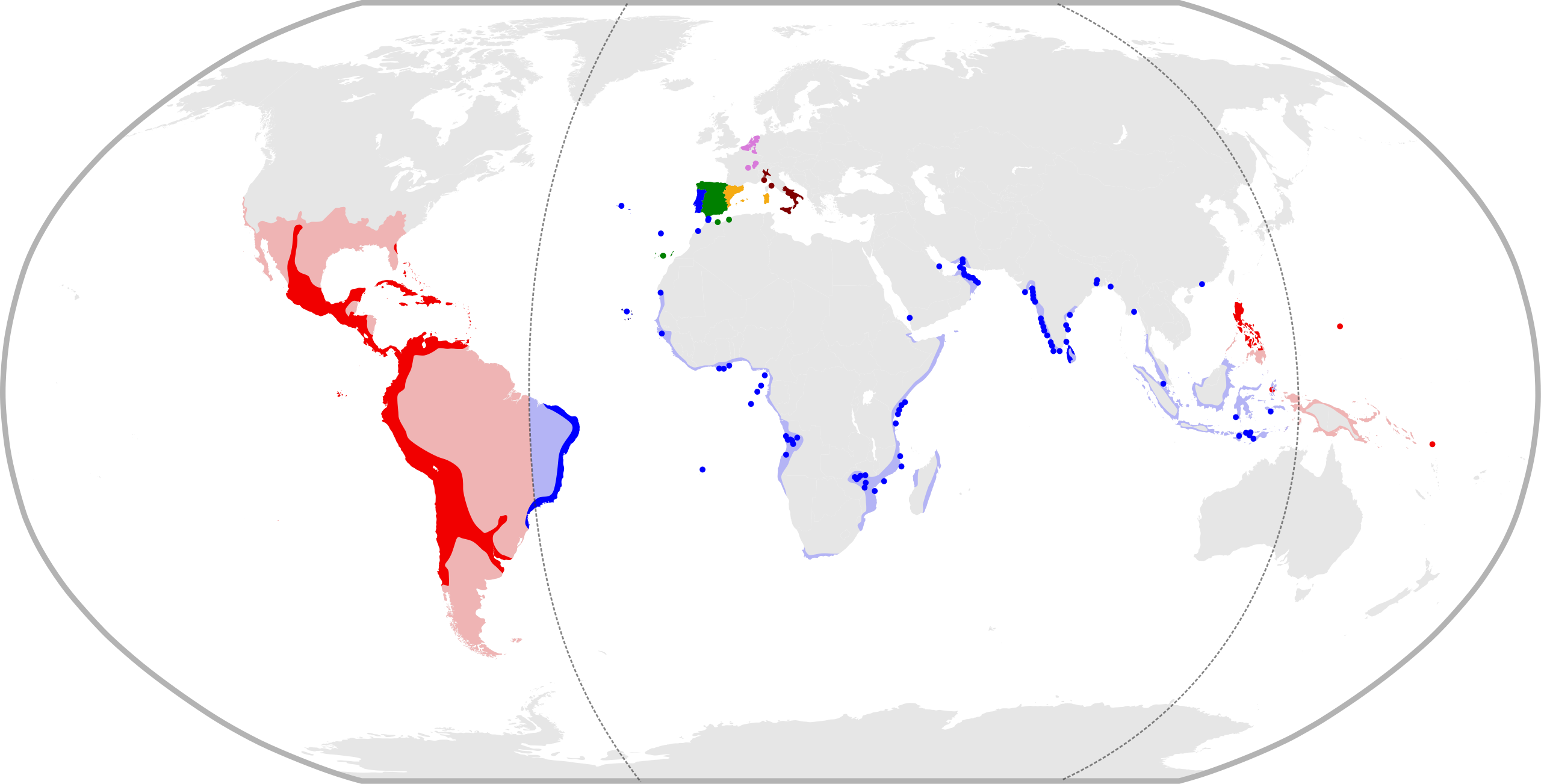
1580년부터 1640년까지의 스페인과 포르투갈의 이베리아 연합.

근대 식민주의는 스페인의 카나리아 제도 정복과 함께 시작되었다고 일반적으로 간주되며, 이때 "지배와 관련된 관계가 식민지적인 것으로 인식될 수 있게 되었다."(p. 10) 1453년 오스만 제국에 콘스탄티노폴리스가 함락된 후, 포르투갈의 항해왕자 엔히크 (1394–1460)가 발견한 해상 항로가 무역의 중심이 되어 대항해시대를 촉진하는 데 도움이 되었다. 카스티야 연합왕국은 1492년 해상 항해를 통해 아메리카를 만났고, 교역소를 건설하거나 넓은 땅을 정복했다. 1494년 토르데시야스 조약은 이 "신세계" 땅의 지역을 스페인 제국과 포르투갈 제국 사이에 나누었다.
17세기에는 네덜란드 제국과 프랑스 식민제국이 탄생했으며, 나중에 대영 제국이 된 영국 해외 영토도 생겨났다. 또한 덴마크 해외 식민지와 스웨덴 해외 식민지도 세워졌다.
첫 번째 분리주의 물결은 미국 독립 전쟁 (1775–1783)과 함께 시작되어 "제2차 대영 제국"의 부상 (1783–1815)을 촉발했다. 스페인 제국은 스페인령 아메리카 독립 전쟁 (1808–1833)으로 아메리카에서 대부분 붕괴했다. 제국 건설자들은 이 시기 이후 독일 식민제국과 벨기에 식민제국을 포함한 여러 새로운 식민지를 건설했다. 프랑스 혁명이 끝날 무렵부터 요한 고트프리트 헤르더, 아우구스트 폰 코체부, 하인리히 폰 클라이스트와 같은 유럽 작가들은 억압받는 원주민들과 신세계의 노예들에 대한 동정심을 불러일으키기 위해 풍부하게 저술했으며, 이로써 원주민들의 이상화가 시작되었다.
합스부르크 군주국, 러시아 제국, 오스만 제국은 동시대에 존재했지만, 바다 건너 확장을 하지 않았다. 오히려 이들 제국은 이웃 영토 정복을 통해 확장했다. 그러나 베링 해협을 건너 러시아의 북아메리카 식민지화도 일부 있었다. 브라질 제국은 남아메리카에서 패권을 위해 싸웠다. 미국은 1898년 미국-스페인 전쟁 이후 해외 영토를 획득하여 "미국 제국주의"라는 용어가 탄생했다.
일본 제국은 19세기 중반 홋카이도의 정착민 식민지화와 섬의 아이누 원주민의 파괴로 시작되었으며, 이후 난세이 제도 (원주민 류큐인은 식민지화에도 불구하고 비교적 온전하게 살아남았다)로 진출했다. 메이지 유신 이후 일본은 유럽 자문가들의 도움을 받아 식민 정책을 더욱 공식적으로 발전시켰다. 처음부터 명시된 목적은 일본 본토의 자원 부족을 보완하기 위해 아시아의 천연자원을 확보하여 자국의 경제 발전과 산업화를 도모하는 것이었는데, 이는 유럽의 식민 정책과 크게 다르지 않았다. 일본은 청일 전쟁에서 청나라를 격파하여 조선과 대만을 통제했으며, 이후 러일 전쟁에서 러시아 제국을 물리치고 뤼순과 남 사할린을 통제했다.(pp. 147-152)
19세기 후반, 많은 유럽 열강들이 아프리카 분할에 개입했다.

### 20세기

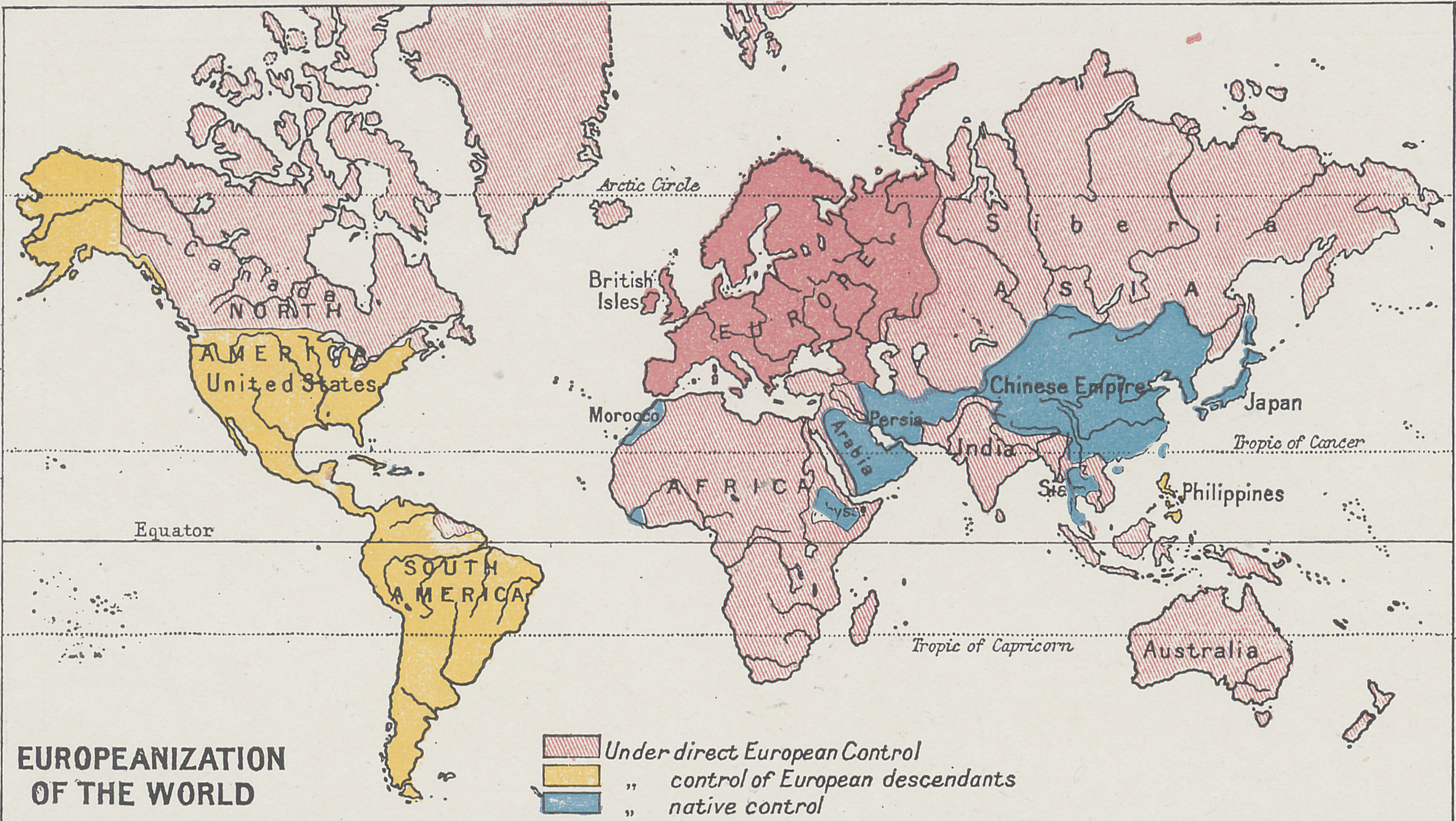
1908년 하름스워스 지도 및 지명록의 유럽 식민지화 지도.

제1차 세계 대전 발발 당시 세계의 식민지 인구는 식민주의의 절정기였는데, 총 5억 6천만 명에 달했으며, 이 중 70%는 영국령, 10%는 프랑스령, 9%는 네덜란드령, 4%는 일본령, 2%는 독일령, 2%는 미국령, 3%는 포르투갈령, 1%는 벨기에령, 0.5%는 이탈리아령이었다. 식민 강대국의 본토 인구는 총 약 3억 7천만 명이었다. 유럽 외 지역에서는 공식적인 식민지 감독을 받지 않은 곳이 거의 없었으며, 시암, 중국, 일본, 네팔, 아프가니스탄, 페르시아, 아비시니아조차 조계, 불평등 조약, 치외법권 등 서구 식민지 양식의 다양한 영향을 경험했다.
식민지가 경제적 이득을 주었는지에 대한 질문에 대해 경제사학자 Grover Clark (1891–1938)은 "아니요!"라고 단호히 주장한다. 그는 모든 경우에 식민지를 지원하고 방어하는 데 필요한 군사 시스템을 포함한 지원 비용이 식민지가 창출한 총 무역량을 초과했다고 보고한다. 대영 제국을 제외하고, 식민지들은 모국 인구의 잉여 이민을 위한 선호 목적지를 제공하지 못했다. 식민지가 이득을 주었는지에 대한 질문은 관련된 이익의 다양성을 고려할 때 복잡한 문제이다. 어떤 경우에는 식민 세력이 군사 비용으로 많은 돈을 지불했지만, 개인 투자자들은 이득을 챙겼다. 다른 경우에는 식민 세력이 세금을 부과하여 행정 비용의 부담을 식민지 자체에 전가하는 데 성공했다.

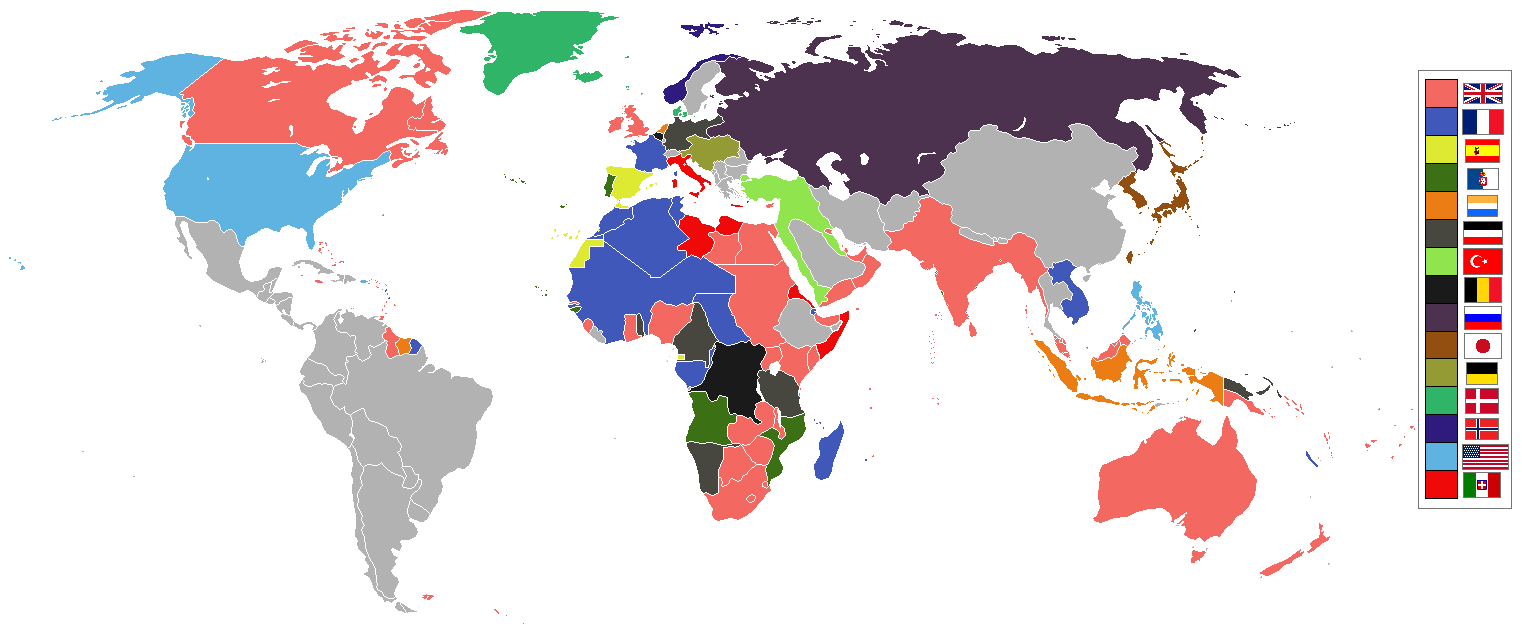
1914년 세계의 식민 및 육상 제국 지도.

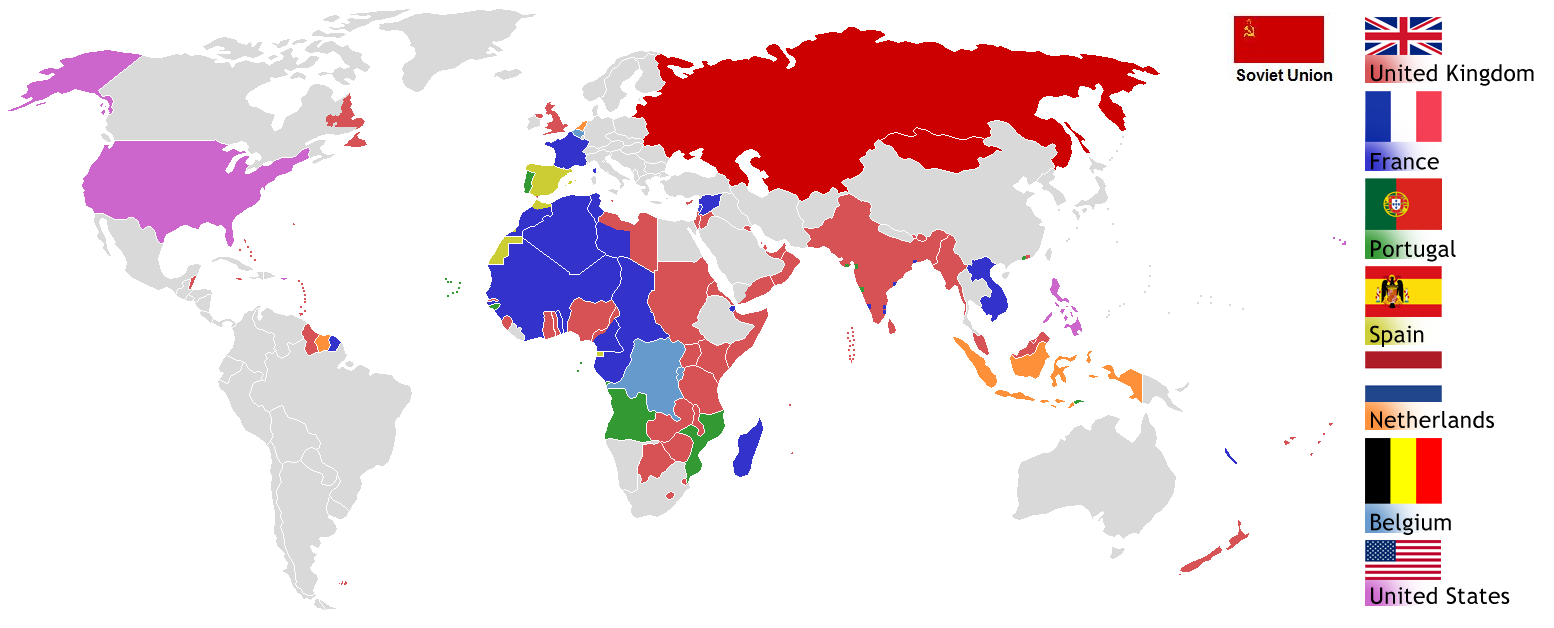
1945년 제국 세력.

### 제1차 세계 대전
제1차 세계 대전은 유럽 식민 제국들을 식민지 영토의 지원을 받는 갈등 속으로 끌어들였다.(p. 130) 전쟁 동원은 전 세계적으로 식민지 착취를 심화시켰고, 강제 징집에 대한 반식민지 봉기를 촉발했다. 독일은 연합국의 해상 봉쇄로 인해 해외 식민지에 대한 접근이 차단되면서 상당 부분 항복했는데, 이는 독일 U-보트가 연합국에 가할 수 없었던 불리함이었다. 승전한 연합국은 독일 식민 제국과 오스만 제국의 대부분을 국제연맹 위임통치령으로 나누었으며, 이들 영토를 독립 준비 속도에 따라 세 등급으로 분류했다. 러시아 제국과 오스트리아 제국은 1917년에서 1918년에 붕괴했고, 소비에트 제국이 등장했다.

### 전간기
반식민주의 정서는 전간기에 급증했다.(p. 130-136) 부활절 봉기와 아일랜드 독립 전쟁으로 영국은 아일랜드에 독립을 양보했다. 튀르키예는 오스만 제국의 폐허 속에서 독립 국가가 되었고 영국, 프랑스, 이탈리아의 개입을 물리쳤다. 제1차 범아프리카 회의는 1919년 파리에서 열렸다. 소련은 "명백히 반제국주의적 세력"(p. 130)으로 자리매김했으며, 아시아와 아프리카의 반식민 저항 운동 성공에 중요한 역할을 할 것이었다. 비록 중앙아시아에서의 자체 정책은 그 이전에 존재했던 러시아 제국의 식민 정책과 유사했지만 말이다. 동시에 일본은 아시아와 태평양에서 식민지를 확장했다.

### 제2차 세계 대전
많은 이들은 제2차 세계 대전을 나치 독일과 그 동맹국들이 유럽 대륙 전체, 특히 동유럽을 식민지화하려는 시도로 해석한다. 역사학자 로렌초 베라치니는 "식민주의의 세계사는 두 가지 결정적인 순간으로 양분된다고 볼 수 있다. 15세기에 유럽 군대가 지브롤터 해협을 건너 아프리카에서 불평등한 지배 관계를 확립했고, 1936년에는 식민지 군대가 반대 방향으로 해협을 건너 모국을 정복하고 그때까지 반항적인 피식민지 주민들에게만 가해졌던 폭력으로 모국 주민들을 복종시키는 내전을 벌였다"고 썼다.(p. 5) 경제사학자 애덤 투즈(Adam Tooze)는 바르바로사 작전이 "오랜 피비린내 나는 유럽 식민주의 역사에서 마지막 대규모 토지 강탈로 훨씬 더 잘 이해된다"고 주장한다.(p. 462) "1939년 9월 독일이 폴란드를 침공한 순간부터 유대인과 슬라브인 모두에 대한 나치 이데올로기의 제노사이드적 충동은 인구 이동과 식민지 정착이라는 특별한 프로그램으로 구체화되었다."(p. 463) 나치 정부의 대규모 정착민 식민주의 계획인 게네랄플란 오스트는 폴란드와 서부 소련에서 최소 3천만 명의 슬라브인을 대량 학살하고 추방하여 수백만 명의 독일 정착민을 이주시키는 것을 목표로 했다.(p. 462-467) 이 계획은 이전 계획과 달리 전쟁 기간 동안 독일의 식량 공급을 확보하기 위한 '해결책'으로 높이 평가되었다. 히틀러는 이 식민지화 계획과 미국의 명백한 운명을 반복적으로 비교했다. Aimé Césaire는 《식민주의에 대한 담론》에서 "[유럽인들은] 나치즘이 자신들에게 가해지기 전에는 그것을 용인했고, 면죄했으며, 눈을 감았고, 정당화했다. 왜냐하면 그때까지 그것은 비유럽 민족에게만 적용되었기 때문이다"라고 주장한다.

### 제2차 세계 대전 이후 탈식민지화
제2차 세계 대전 이후 탈식민지화는 빠르게 진행되었다. 전쟁의 격동적인 혼란은 주요 식민 세력들을 상당히 약화시켰고, 이들은 싱가포르, 인도, 리비아와 같은 식민지들에 대한 통제력을 빠르게 잃었다. 게다가 유엔은 1945년 헌장에서 탈식민지화에 대한 지지를 표명했다. 1960년 유엔은 식민지 독립부여선언을 발표하여 입장을 재확인했다 (그러나 프랑스, 스페인, 영국, 미국과 같은 식민 제국들은 기권했다).
"신식민주의"라는 단어는 1956년 장폴 사르트르에게서 유래하여, 제2차 세계 대전 이후 발생한 탈식민화 이후 다양한 맥락을 지칭하게 되었다. 일반적으로 이는 직접적인 식민지화를 의미하지 않으며, 다른 수단을 통한 식민주의 또는 식민지 양식의 착취를 의미한다. 특히, 신식민주의는 관세 무역 일반 협정과 중미 자유 무역 협정과 같은 과거 또는 현재의 경제 관계, 또는 과거 식민 세력에 의해 육성된 회사들 (예: 나이지리아와 브루나이의 Royal Dutch Shell)의 운영이 제2차 세계 대전 이후 식민지 독립 운동 이후에도 과거 식민지들과 종속 지역들을 통제하기 위해 사용되었거나 사용되고 있다는 이론을 지칭할 수 있다. 이 용어는 20세기 후반 옛 식민지들 사이에서 인기를 얻었다.

### 현대

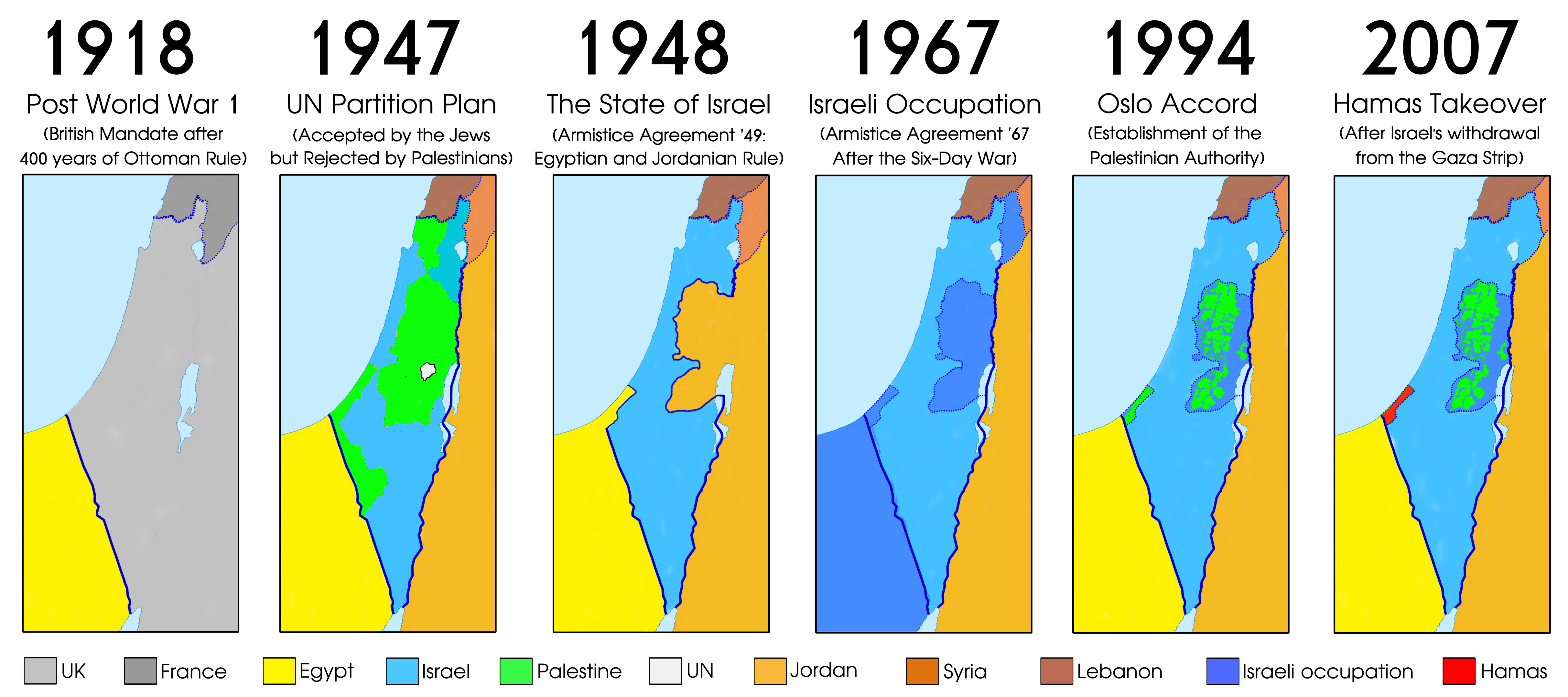
시간에 따른 이스라엘과 팔레스타인의 국경 변화로, 이스라엘이 과거 팔레스타인으로 식별되던 영토를 점점 더 많이 통제하고 있음을 보여준다.

역사적으로 연속적인 제국의 식민지는 제외되었지만, 이들도 식민지로 볼 수 있다.
현대 식민지 확장은 일부에서는 러시아 제국주의와 중국 제국주의의 경우에 나타난다고 본다. 또한 학계에서는 정착민 식민주의로서의 시온주의에 대한 논의도 진행 중이다.

## 영향

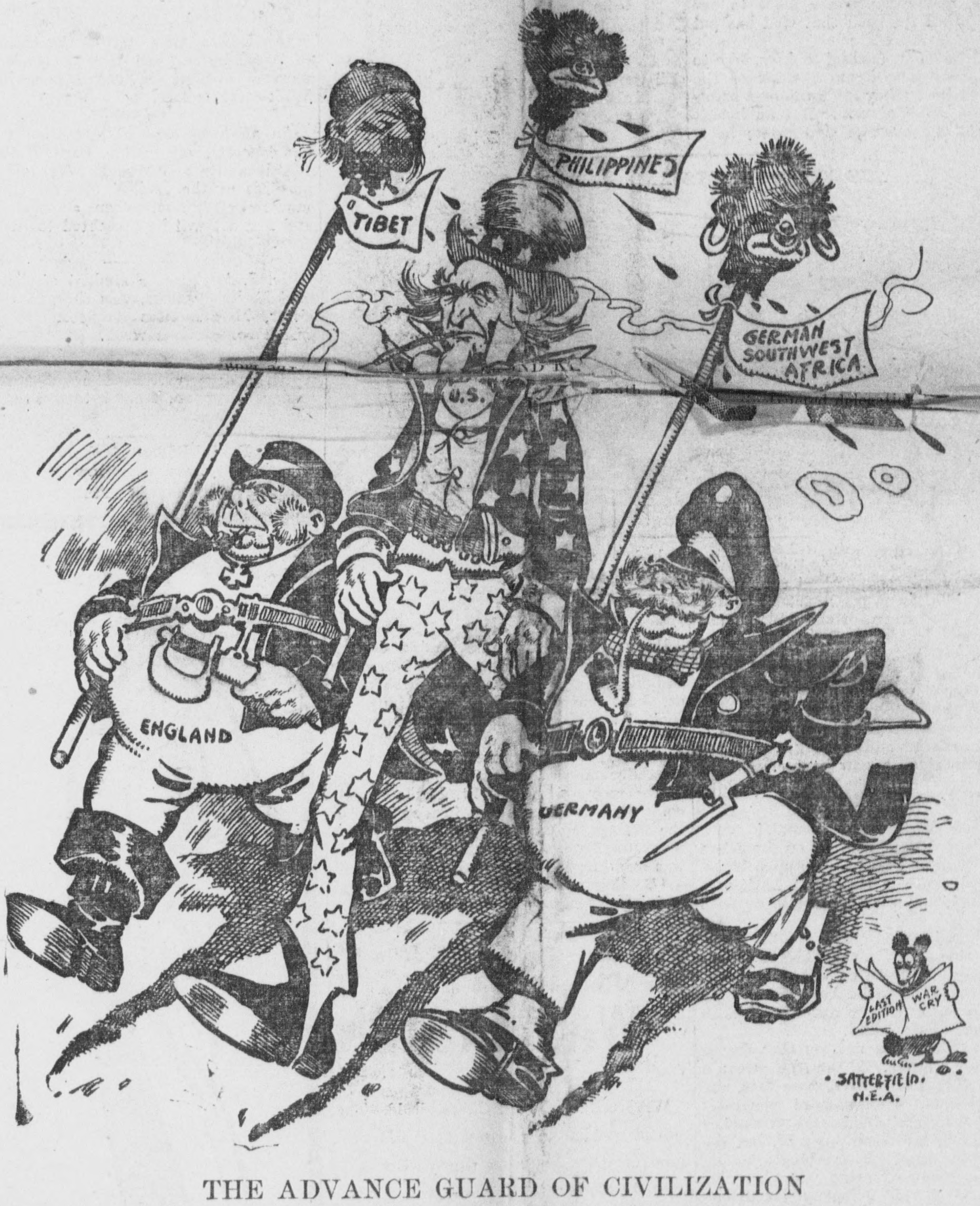
밥 새터필드의 1904년 만화는 서구 국가들이 저지른 잔학 행위를 묘사한다. 잉글랜드, 미국, 독일을 의인화한 인물들이 각각 티베트, 필리핀, 남서아프리카의 잘린 머리가 박힌 창을 들고 있다. 캡션은 이를 "문명의 선봉"이라고 설명한다.

식민지화의 영향은 매우 광범위하다. 즉각적이고 장기적인 다양한 영향으로는 독성 질병의 확산으로 인한 범유행, 타자화를 통한 불평등한 사회 관계, 경제적 배제, 탈부족화, 점유, 착취, 노예화, 의학 발전, 새로운 제도 창설, 노예제 폐지 운동, 기반 시설 변화, 그리고 기술 진보가 있다. 식민주의 관행은 또한 정복자들의 언어, 문학, 문화 제도를 확산시키고, 원주민들의 문화를 위험에 빠뜨리거나 말살시키며, 이는 제노사이드에 해당할 수도 있다. 식민지 억압과 서사에도 불구하고, 피식민지인들은 그들의 자율성을 바탕으로 제국주의 국가에 영향을 미치거나 심지어 도전할 수도 있다. 그러나 이는 종종 문화적 전유와 강제동화로 이어졌다.
국제 국경과 관련하여, 영국과 프랑스는 전 세계 국제 국경 길이의 거의 40%를 그었다.

### 경제, 무역, 상업
경제적 팽창은 때때로 식민지 잉여라고 묘사되기도 하는데, 고대부터 제국주의적 팽창을 동반해왔다. 그리스의 무역 네트워크는 지중해 전역으로 퍼져나갔고, 로마의 무역은 식민지화된 지역에서 로마 모국으로 공물을 보내는 것을 주요 목표로 확장되었다. 스트라본에 따르면, 아우구스투스 황제 시대에는 매년 최대 120척의 로마 선박이 로마령 이집트의 미오스 호르모스에서 인도로 출항했다고 한다. 오스만 제국 하에서 무역로가 발전하면서,
구자라트 힌두교도, 시리아 무슬림, 유대인, 아르메니아인, 남부 및 중앙 유럽의 기독교인들은 세 제국 모두의 군대에 페르시아 및 아랍 말, 델리와 베오그라드에 모카 커피, 인도와 이스탄불에 페르시아 실크를 공급하는 무역로를 운영했다.

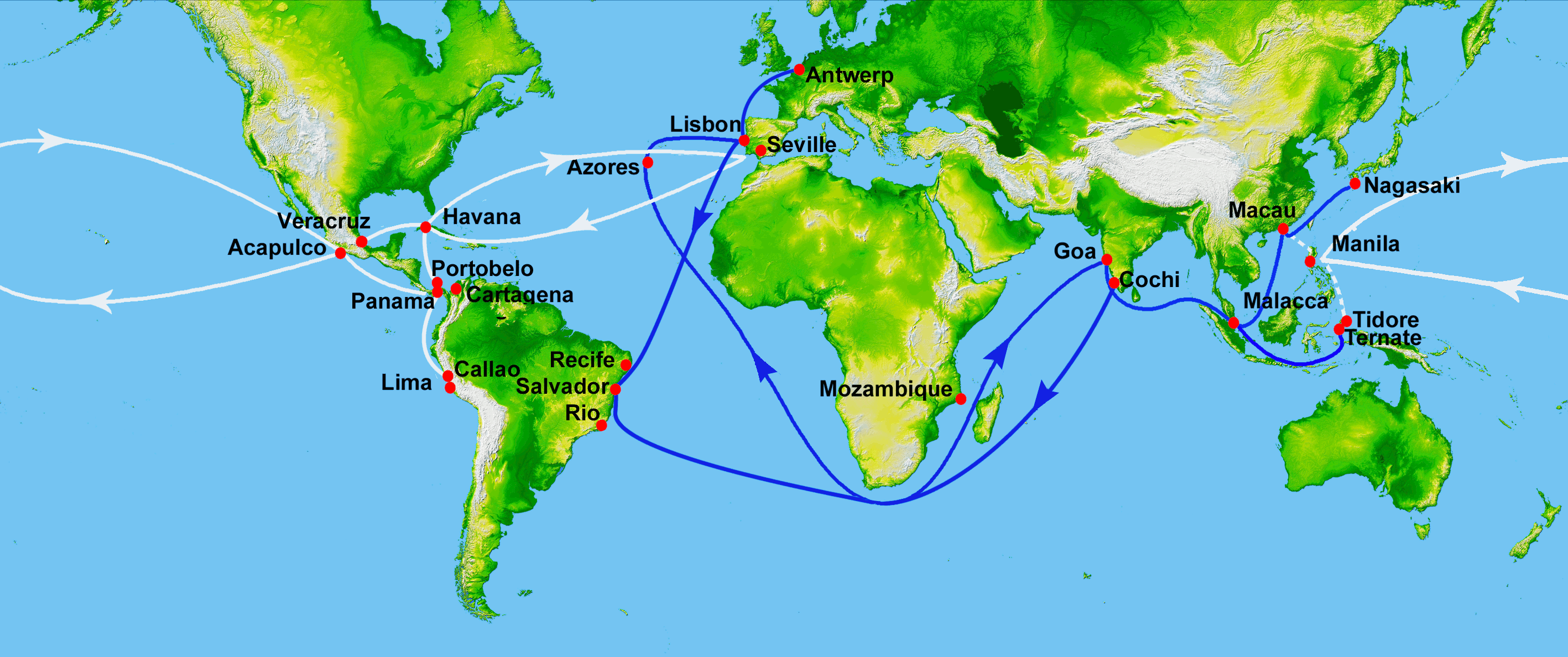
포르투갈 무역로 (파란색)와 1568년에 구축된 경쟁적인 마닐라-아카풀코 갈레온 무역로 (흰색).

아즈텍 문명은 로마 제국과 마찬가지로 정복한 식민지 지역에서 공물을 징수하는 것을 목표로 광범위한 제국으로 발전했다. 아즈텍인들에게 중요한 공물은 종교 의식을 위한 희생자 확보였다.
반면에 유럽 식민 제국들은 때때로 식민지와 관련된 무역을 조절하고, 제한하며, 방해하려 시도하여 활동을 모국을 통해 진행시키고 그에 따라 세금을 부과했다.
경제적 팽창의 일반적인 추세에도 불구하고, 과거 유럽 식민지들의 경제 성과는 상당히 다양하다. 경제학자 다론 아제몰루, 사이먼 존슨, 그리고 제임스 A. 로빈슨은 "장기 성장의 근본 원인으로서의 제도"라는 논문에서 유럽 식민자들이 여러 식민지에 미친 경제적 영향을 비교하고, 예를 들어 시에라리온과 같은 서아프리카 식민지와 홍콩, 싱가포르 사이의 과거 유럽 식민지들 간의 막대한 불일치를 설명할 수 있는 요인을 연구한다.
논문에 따르면, 경제 제도는 자원 분배를 위한 재정 성과와 질서를 결정하기 때문에 식민지 성공의 결정 요인이다. 동시에 이러한 제도는 또한 정치 제도의 결과이기도 하다. 특히 데 팍토 및 데 유레 정치 권력이 어떻게 배분되는지에 따라 달라진다. 따라서 다양한 식민지 사례를 설명하기 위해서는 먼저 경제 제도를 형성한 정치 제도를 살펴봐야 한다.

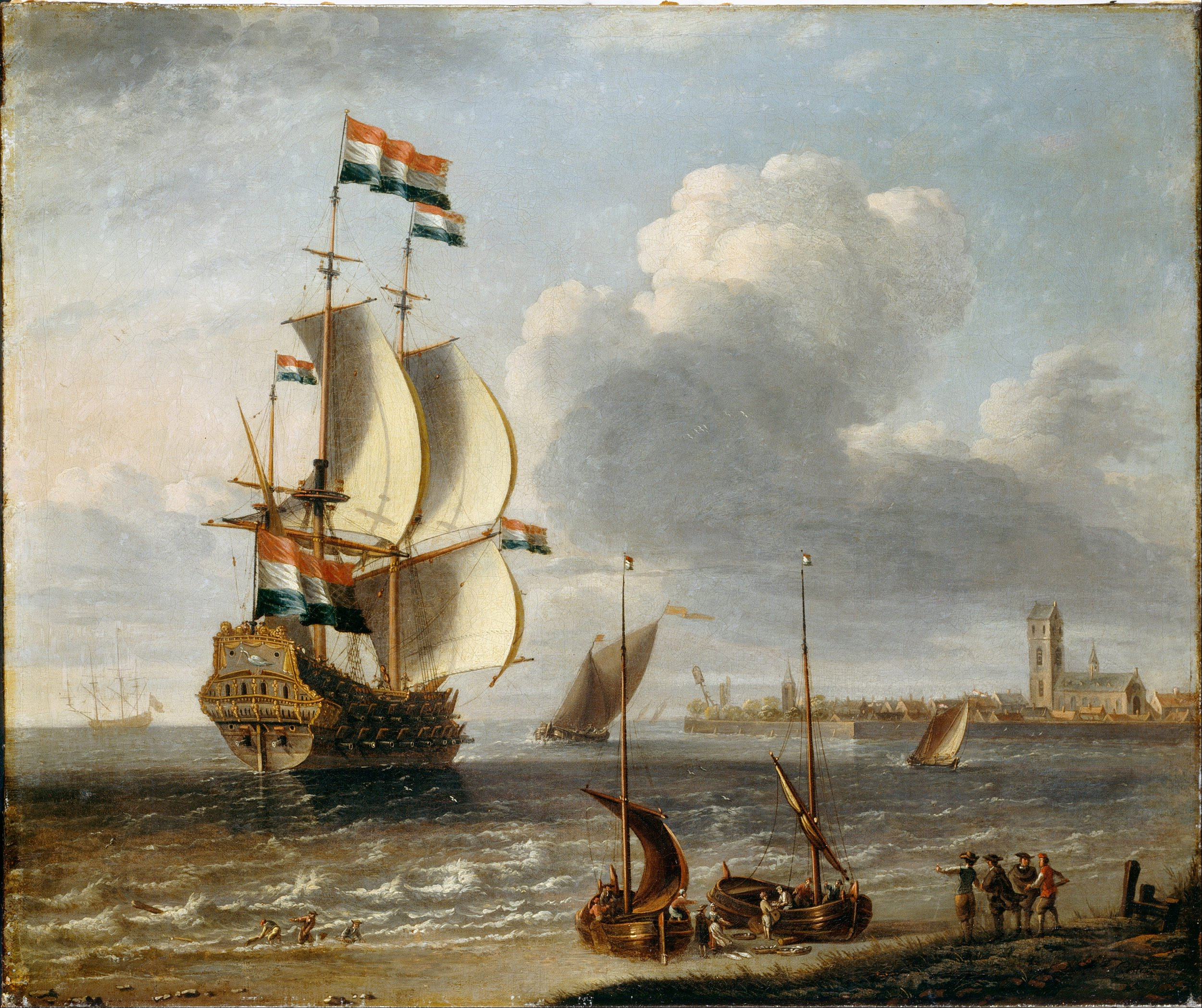
네덜란드 동인도 회사는 최초의 근대적인 증권 거래소를 설립한 주식으로 자금을 조달한 최초의 다국적 기업이었다.

예를 들어, 흥미로운 관찰 중 하나는 "행운의 역전"이다. 즉, 1500년에 덜 발전했던 북아메리카, 오스트레일리아, 뉴질랜드와 같은 문명들이 현재는 식민자들이 오기 전 1500년에 번성했던 무굴 제국이나 아메리카의 잉카 문명과 같은 나라들보다 훨씬 더 부유하다. 이 논문이 제시하는 한 가지 설명은 다양한 식민지들의 정치 제도에 초점을 맞춘다. 유럽 식민자들은 그 지역의 자원 추출을 통해 빠르게 이득을 얻을 수 있는 경제 제도를 도입할 가능성이 낮았다. 따라서, 더 발전된 문명과 더 조밀한 인구를 가진 곳에서는 유럽 식민자들이 완전히 새로운 시스템을 도입하기보다는 기존 경제 시스템을 유지하려 했다. 반면 추출할 자원이 거의 없는 곳에서는 유럽 식민자들이 자신들의 이익을 보호하기 위해 새로운 경제 제도를 설립하려 했다. 따라서 정치 제도는 다양한 유형의 경제 시스템을 낳았고, 이는 식민지의 경제 성과를 결정했다.
유럽의 식민지화와 발전은 전 세계에 이미 존재하던 성별 권력 체계도 변화시켰다. 많은 식민주의 이전 지역에서는 여성들이 생식 또는 농업 통제를 통해 권력, 위신 또는 권위를 유지했다. 예를 들어, 사하라 이남 아프리카의 특정 지역에서는 여성들이 사용권을 가진 농지를 소유했다. 남성들이 공동체의 정치적, 공동체적 결정을 내리는 동안, 여성들은 마을의 식량 공급이나 개별 가족의 토지를 통제했다. 이는 여성들이 가부장적 사회에서도 권력과 자율성을 얻을 수 있도록 했다.
유럽 식민주의의 부상과 함께 대부분의 경제 체제는 발전과 산업화에 대한 큰 압력을 받았다. 생산성 향상을 위해 유럽인들은 주로 남성 노동자에게 집중했다. 외국 원조는 개발 속도를 높이기 위한 대출, 토지, 신용, 도구 형태로 도착했지만, 오직 남성에게만 할당되었다. 더 유럽적인 방식으로는 여성들이 더 가정적인 수준에서 봉사할 것으로 예상되었다. 그 결과 시간이 지남에 따라 기술적, 경제적, 계급 기반의 성별 격차가 심화되었다.
식민지 내에서 특정 지역에 착취적인 식민지 제도가 존재한 것이 이들 지역의 현대 경제 발전, 제도 및 기반 시설에 영향을 미치는 것으로 밝혀졌다.

### 노예제 및 계약 노동
유럽 국가들은 유럽 본토를 풍요롭게 할 목적으로 제국주의 프로젝트에 착수했다. 제국주의 목표를 달성하기 위해 비유럽인과 다른 유럽인을 착취하는 것은 식민주의자들에게 용납될 수 있었다. 이 제국주의적 의제의 두 가지 결과는 노예제와 계약 노동의 확대였다. 17세기에는 거의 3분의 2에 달하는 영국 정착민들이 계약 노동자로 북아메리카에 왔다.
유럽 노예 상인들은 아프리카 노예들을 배로 아메리카 대륙으로 대거 데려왔다. 스페인과 포르투갈은 16세기까지 아프리카 노예들을 카보베르데와 상투메 프린시페와 같은 아프리카 식민지, 그리고 라틴 아메리카에서 일하게 했다. 영국, 프랑스, 네덜란드는 이후 수세기 동안 노예 무역에 합류했다. 유럽 식민 체제는 약 1,100만 명의 아프리카인들을 노예로 카리브해와 북미 및 남미로 데려갔다.
| 유럽 제국     | 식민지 목적지     | 1450년에서 1870년 사이에 수입된 노예 수 |
| ------------- | ----------------- | --------------------------------------- |
| 포르투갈 제국 | 브라질            | 3,646,800                               |
| 대영 제국     | 영국령 카리브     | 1,665,000                               |
| 프랑스 제국   | 프랑스령 카리브   | 1,600,200                               |
| 스페인 제국   | 라틴아메리카      | 1,552,100                               |
| 네덜란드 제국 | 네덜란드령 카리브 | 500,000                                 |
| 대영 제국     | 영국령 북아메리카 | 399,000                                 |

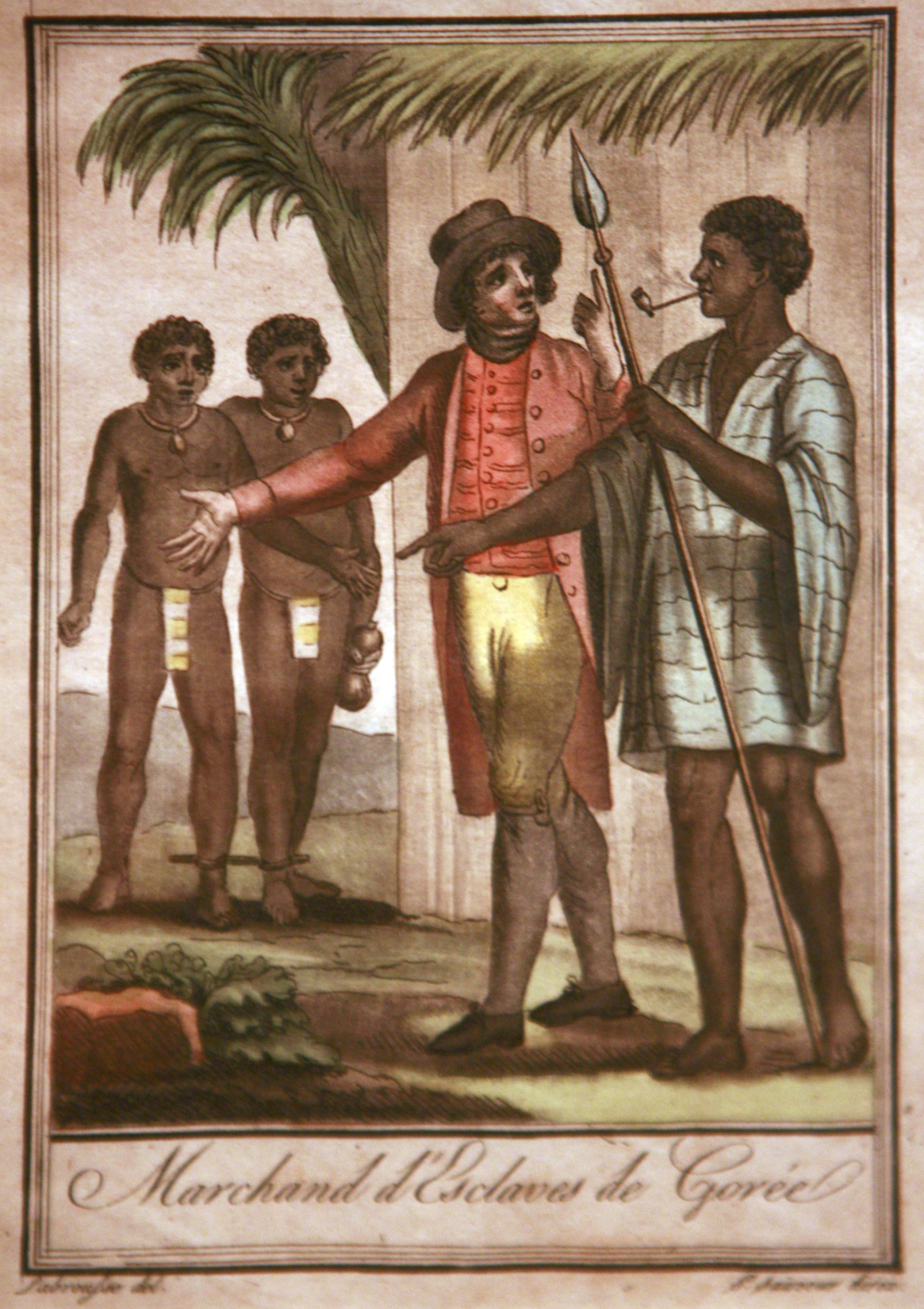
18세기 세네갈 고레섬의 노예 상인들.

유럽과 아메리카의 노예제 폐지론자들은 아프리카 노예들에 대한 비인간적인 처우에 항의했고, 이는 19세기 후반에 노예 무역 (그리고 이후 대부분의 노예제 형태)의 폐지로 이어졌다. 한 가지 (논란이 있는) 학파는 미국 독립 혁명에서 노예제 폐지론의 역할을 지적한다. 영국 식민지 본토가 노예제 폐지를 향해 나아가기 시작했을 때, 13개 식민지의 노예 소유 엘리트들은 이를 탈식민 독립과 노예 기반 경제를 발전시키고 유지할 권리를 위해 싸울 이유 중 하나로 보았다.
19세기 초 뉴질랜드에서의 영국 식민화 활동은 마오리족 사이의 노예 포획 및 노예 소유를 종식시키는 데 일조했다.
반면에, 1830년대에 공식적으로 노예제를 폐지했을 때의 남부 아프리카에서의 영국 식민지 행정은 사회에 균열을 일으켰고, 이는 보어 공화국에서 노예제를 지속시키고 아파르트헤이트 철학의 밑거름이 되었다고 주장된다.

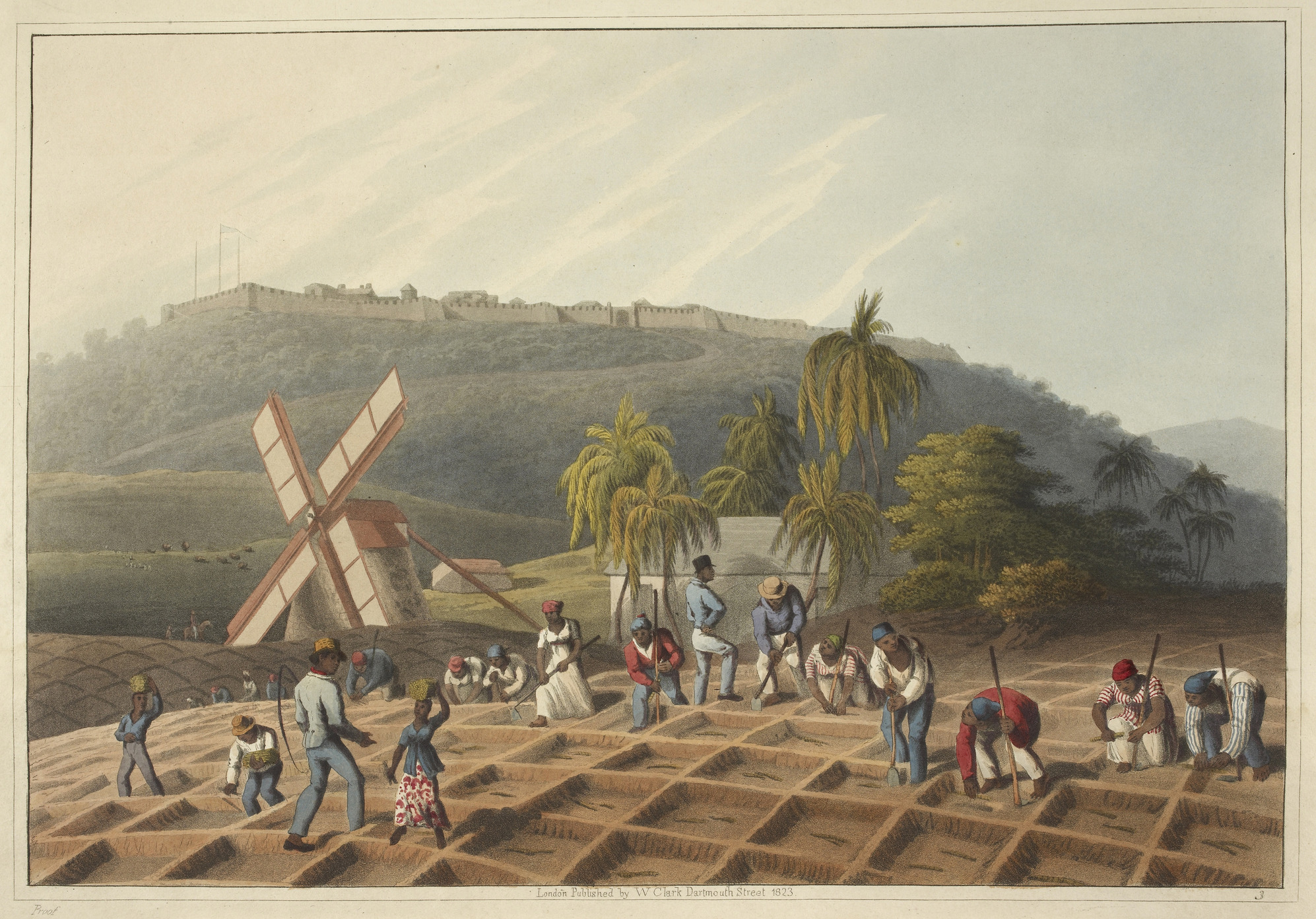
1823년 앤티가섬에서 사탕수수를 심는 노예들.

노예제 폐지로 인한 노동력 부족은 퀸즐랜드, 영국령 가이아나, 피지 (예를 들어)의 유럽 식민주의자들에게 새로운 노동력 공급원을 개발하도록 영감을 주었고, 이는 계약 노동 시스템을 재도입하는 결과를 낳았다. 계약 노동자들은 유럽 식민주의자들과 계약에 동의했다. 계약에 따라 노동자는 최소 1년 동안 고용주를 위해 일하고, 고용주는 노동자의 식민지 여행 비용을 지불하고, 경우에 따라 본국 귀환 비용과 임금도 지불하기로 동의했다. 노동자들은 식민지에 도착하면 고용주에게 여행 비용에 대한 빚을 지게 되므로 "계약된" 노동자가 되었고, 이 빚은 임금으로 갚아야 했다. 실제로는 계약 노동자들은 열악한 노동 조건과 고용주가 부과한 과도한 빚으로 인해 착취당했으며, 식민지에 도착하면 빚을 협상할 수단이 없었다.
인도와 중국은 식민 시대에 계약 노동자의 가장 큰 공급원이었다. 인도 출신 계약 노동자들은 아시아, 아프리카, 카리브해의 영국 식민지뿐만 아니라 프랑스와 포르투갈 식민지로도 이동했으며, 중국인 노동자들은 영국과 네덜란드 식민지로 이동했다. 1830년에서 1930년 사이에 약 3천만 명의 계약 노동자들이 인도에서 이주했고, 2천4백만 명이 인도로 돌아왔다. 중국은 유럽 식민지로 더 많은 계약 노동자를 보냈으며, 거의 같은 비율이 중국으로 돌아왔다.
아프리카 분할 이후, 대부분의 식민 정권의 초기이자 부차적인 목표는 노예제와 노예 무역의 억압이었다. 식민 시대가 끝날 무렵, 이들은 이 목표를 대부분 성공적으로 달성했지만, 노예제는 아프리카와 전 세계적으로 입법적 금지에도 불구하고 사실상의 예속 관행으로 많이 남아 있다.

### 군사 혁신

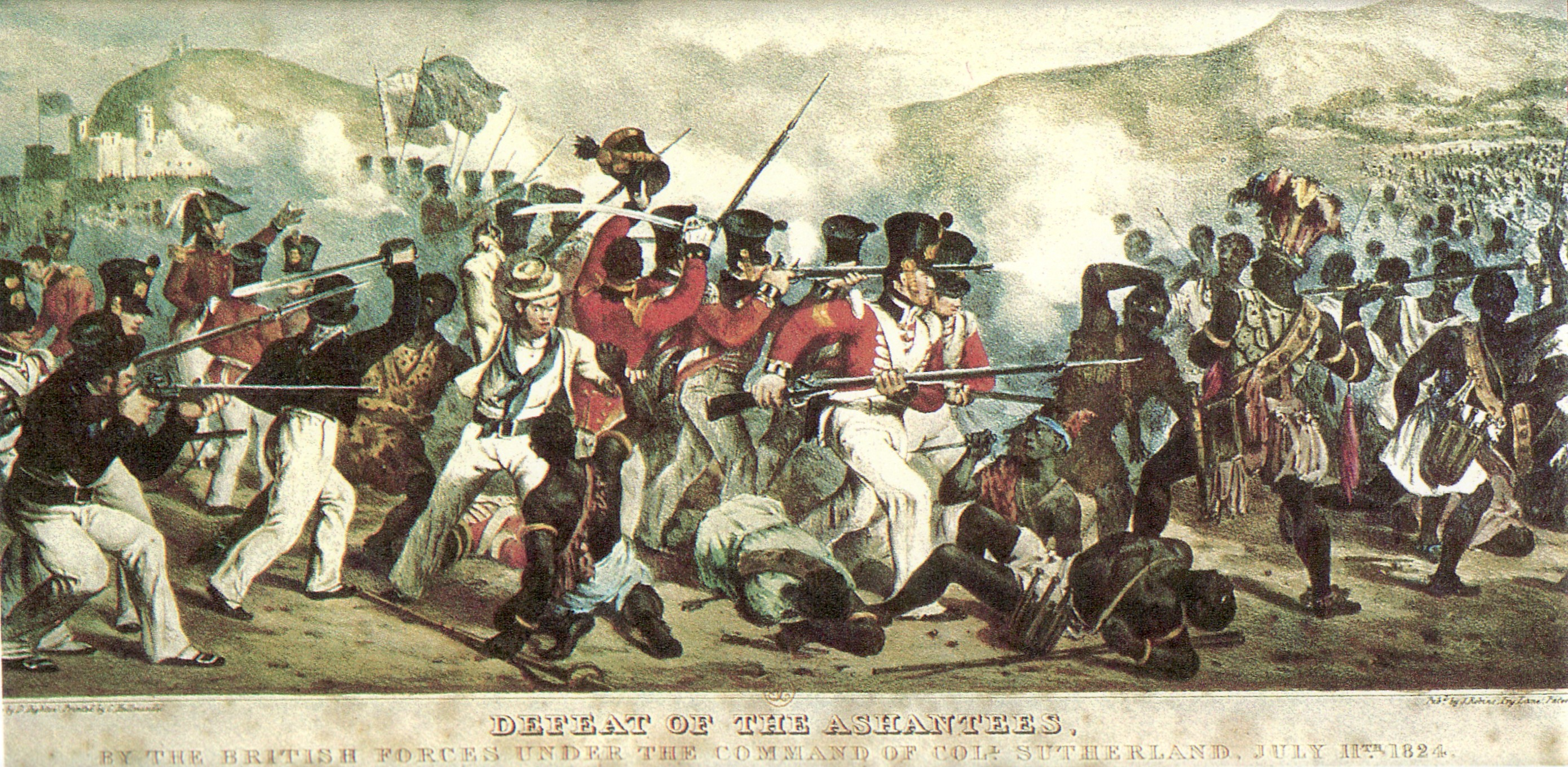
제1차 앵글로-아샨티 전쟁, 1823–1831

정복군은 역사를 통틀어 정복하려는 민족의 군대에 비해 우위를 점하기 위해 혁신을 적용해 왔다. 그리스인들은 팔랑크스 체계를 개발하여 군사 유닛이 전장에서 전진하는 동안 방패로 서로를 보호하며 벽처럼 적에게 나타날 수 있도록 했다. 필리포스 2세 치하에서 그들은 수천 명의 병사를 정교하게 훈련된 보병 및 기병 연대와 함께 강력한 전투 병력으로 조직할 수 있었다. 알렉산드로스 대왕은 정복 기간 동안 이 군사적 기반을 더욱 활용했다.
스페인 제국은 더 강한 금속, 주로 철로 만들어진 무기를 사용하여 아즈텍 문명 등의 도끼 날을 부술 수 있었기에 메소아메리카 전사들에 비해 큰 우위를 점했다. 흑색화약 무기의 사용은 아메리카와 다른 지역에서 정복하려는 민족들에 대한 유럽의 군사적 우위를 확고히 했다.

### 제국의 종말

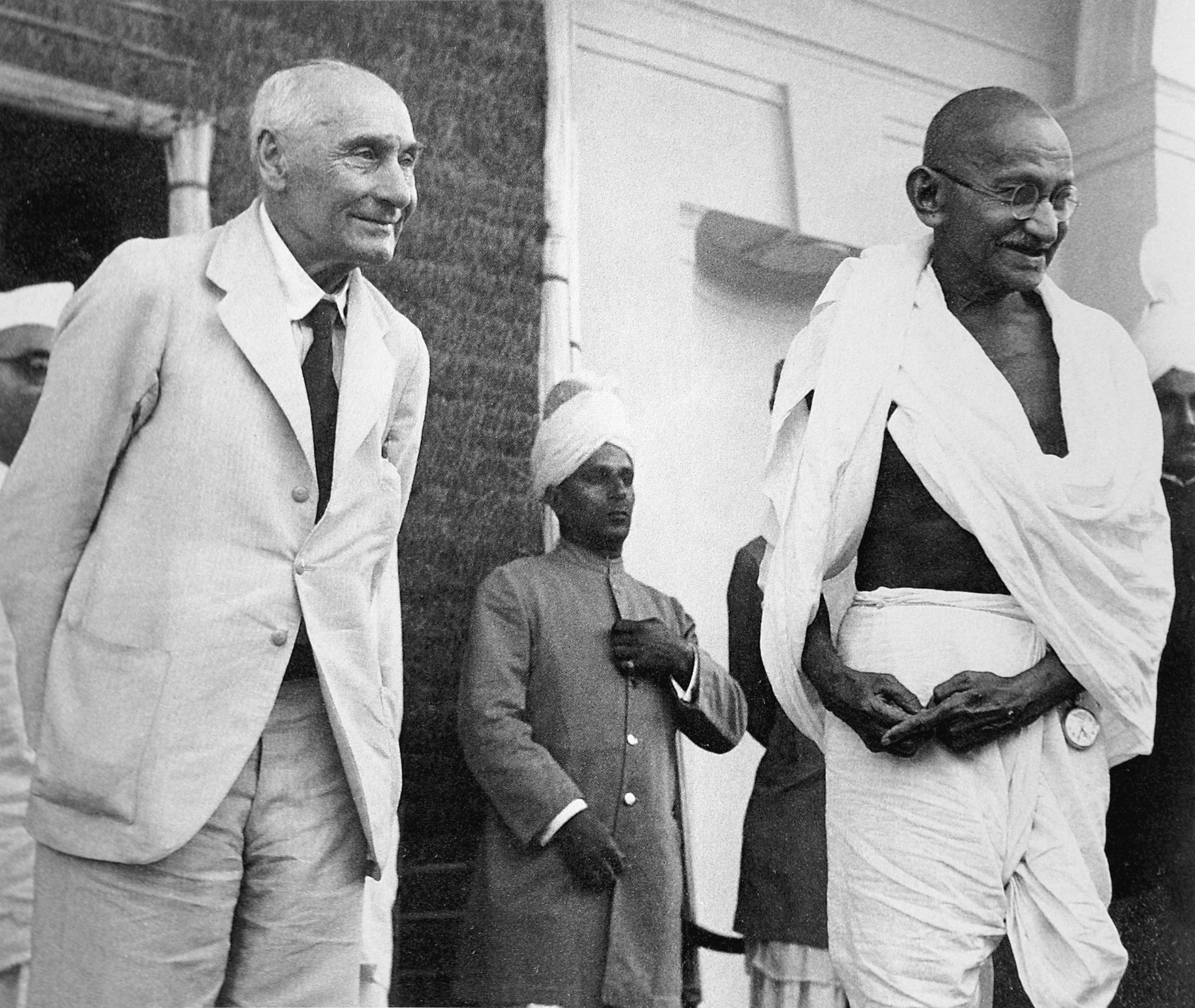
1946년 4월 18일 회담 후 마하트마 간디와 영국 인도 국무장관 프레더릭 페틱-로렌스.

캐나다와 같은 일부 식민지 영토의 인구는 적어도 대다수 사이에서는 유럽 세력의 일부로서 상대적인 평화와 번영을 누렸다. 퍼스트 네이션 인민과 프랑스계 캐나다인과 같은 소수 인구는 소외를 겪었고 식민지 관행에 분개했다. 예를 들어, 퀘벡주의 프랑스어 사용자들은 제1차 세계 대전 중 영국을 위해 싸우기 위한 병역 강제 징집에 적극적으로 반대하여 1917년 징병 위기를 초래했다. 다른 유럽 식민지들은 유럽 정착민과 현지 인구 사이에 훨씬 더 뚜렷한 갈등을 겪었다. 제국 시대 후반에는 1857년 인도의 세포이 항쟁과 같은 반란이 일어났다.
유럽 식민주의자들에 의해 부과된 영토 경계, 특히 중앙아프리카와 남아시아에서는 이전에 서로 거의 교류하지 않던 원주민들의 기존 경계를 무시했다. 유럽 식민주의자들은 원주민의 정치적, 문화적 적대감을 무시하고 군사 통제하에 있는 사람들에게 평화를 강요했다. 원주민들은 종종 식민 행정관의 뜻에 따라 재배치되었다.
1947년 8월 영국령 인도의 분할은 인도의 독립과 파키스탄의 건국으로 이어졌다. 이 사건들은 또한 양국에서 이주자들이 이동할 때 많은 유혈 사태를 야기했다. 인도에서 온 무슬림과 파키스탄에서 온 힌두교도 및 시크교도들은 자신들이 독립을 추구하던 각 국가로 이주했다.

### 독립 후 인구 이동

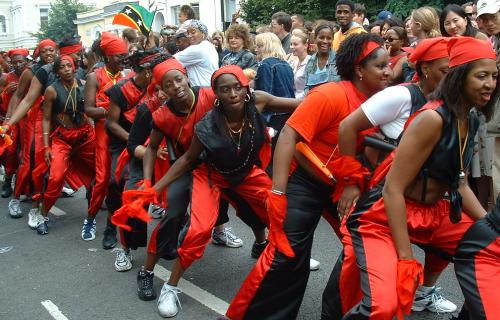
런던에서 매년 열리는 노팅힐 카니발은 트리니다드 토바고계 영국인 커뮤니티가 주도하는 축제이다.

근대 식민 시대에 경험했던 이주 패턴이 역전되어, 독립 후 시대에는 제국 본국으로 되돌아가는 이주가 일어났다. 일부 경우에는 유럽계 정착민들이 자신의 출생지나 조상의 출생지로 돌아가는 움직임이었다. 1962년 알제리 독립 후 90만 명의 프랑스 식민지인들 (일명 피에 느와르)이 프랑스로 재정착했다. 이 이주민들 중 상당수는 알제리 혈통이기도 했다. 1974년에서 1979년 사이에 아프리카의 옛 식민지들이 독립한 후 80만 명의 포르투갈계 사람들이 포르투갈로 이주했으며, 네덜란드 식민지에 대한 군사 통제가 끝난 후 네덜란드령 서인도 제도에서 30만 명의 네덜란드계 정착민들이 네덜란드로 이주했다.
제2차 세계 대전 이후 30만 명의 네덜란드령 동인도 출신 네덜란드인들 중 대다수가 유라시아계인 인도 유럽인이었는데, 이들이 네덜란드로 귀환했다. 상당수는 이후 미국, 캐나다, 오스트레일리아, 뉴질랜드로 이주했다.
일반적으로 유럽 식민지 확장 시대 동안 전 세계적인 여행과 이주가 점점 더 빠르게 발전했다. 유럽 국가들의 옛 식민지 시민들은 옛 유럽 제국 국가에 정착할 때 이민 권리에 관해서는 일부 측면에서 특권적인 지위를 가질 수 있다. 예를 들어, 이중 국적 권리가 관대하거나, 옛 식민지에 더 큰 이민 쿼터가 부여될 수도 있다.
일부 경우, 구 유럽 제국 국가들은 옛 식민지들과 긴밀한 정치적, 경제적 관계를 계속 유지하고 있다. 영연방은 영국과 그 옛 식민지들, 즉 영연방 회원국들 간의 협력을 증진하는 조직이다. 프랑스의 옛 식민지들을 위한 유사한 조직인 프랑스어권이 존재하며, 포르투갈어 사용국 공동체는 옛 포르투갈 식민지들을 위해 유사한 역할을 하고, 네덜란드어 연합은 옛 네덜란드 식민지들의 동등한 조직이다.
옛 식민지로부터의 이주는 유럽 국가들에게 문제가 되는 것으로 드러났는데, 여기서 다수 인구는 옛 식민지로부터 이민 온 소수 민족에게 적대감을 표할 수 있다. 최근 수십 년 동안 마그레브 국가 출신 이민자들과 프랑스 다수 인구 사이에서 문화적, 종교적 갈등이 자주 발생했다. 그럼에도 불구하고 이민은 프랑스의 민족 구성을 변화시켰다. 1980년대까지 "내부 파리" 전체 인구의 25%와 수도권 지역 인구의 14%가 외국 출신, 주로 알제리 출신이었다.

### 유입된 질병

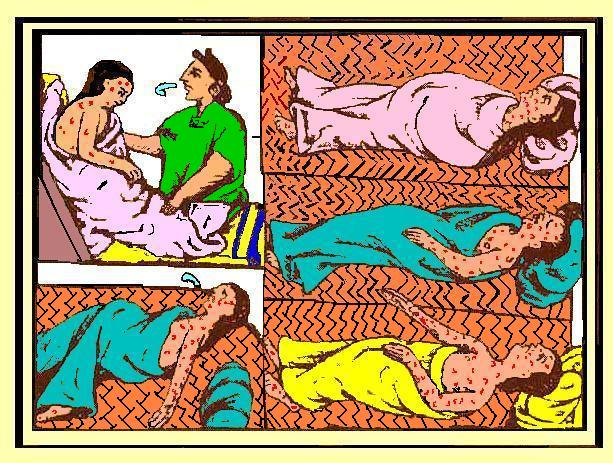
플로렌티노 코덱스, 1540–1585년) 천연두로 죽어가는 아즈텍인들.

탐험가들과 세계 다른 지역의 인구 간의 만남은 종종 새로운 질병을 유입시켰고, 이는 때때로 전례 없는 치명적인 지역 유행병을 야기했다. 예를 들어, 천연두, 홍역, 말라리아, 황열병 등은 콜럼버스 이전 아메리카에서는 알려지지 않은 질병이었다.
1518년 히스파니올라섬 원주민의 절반이 천연두로 사망했다. 천연두는 1520년대 멕시코에서도 맹위를 떨쳐 테노치티틀란에서만 황제를 포함해 15만 명을 사망시켰고, 1530년대 페루에서도 유럽 정복자들을 도왔다. 홍역은 17세기에 추가로 2백만 명의 멕시코 원주민을 사망시켰다. 1618~1619년 천연두는 매사추세츠만 원주민의 90%를 전멸시켰다. 1780~1782년과 1837~1838년 천연두 유행은 북미 대평원 원주민 사이에 황폐화와 급격한 인구 감소를 초래했다. 일부는 신세계 아메리카 원주민 인구의 최대 95%가 구세계 질병으로 인해 사망했다고 믿는다. 수세기 동안 유럽인들은 이러한 질병에 대해 높은 수준의 면역을 개발했지만, 원주민들은 그러한 면역을 형성할 시간이 없었다.
천연두는 오스트레일리아 원주민 인구의 약 50%를 영국 식민화 초기 몇 년 동안 사망시키며 황폐화시켰다. 또한 많은 뉴질랜드 마오리인도 사망시켰다. 늦어도 1848~49년에는 15만 명의 하와이인 중 최대 4만 명이 홍역, 백일해, 인플루엔자로 사망한 것으로 추정된다. 유입된 질병, 특히 천연두는 이스터섬의 원주민 인구를 거의 전멸시켰다. 1875년, 홍역은 4만 명 이상의 피지인, 즉 인구의 약 3분의 1을 사망시켰다. 아이누 인구는 19세기에 급격히 감소했는데, 이는 홋카이도로 쏟아져 들어온 일본인 정착민들이 가져온 전염병 때문이었다.
반대로, 연구자들은 콜럼버스의 항해 이후 매독의 전신이 신세계에서 유럽으로 유입되었을 수 있다고 가설을 세웠다. 연구 결과는 유럽인들이 비성병성 열대 박테리아를 본국으로 가져왔고, 그 박테리아가 유럽의 다른 환경에서 더 치명적인 형태로 변이되었을 수 있음을 시사한다. 이 질병은 오늘날보다 훨씬 더 치명적이었다. 매독은 르네상스 시대 유럽의 주요 사망 원인이었다. 제1차 콜레라 범유행은 벵골에서 시작되어 1820년까지 인도 전역으로 퍼졌다. 이 범유행 동안 영국군 1만 명과 수많은 인도인들이 사망했다. 1736년에서 1834년 사이에 영국 동인도 회사 장교 중 약 10%만이 최종 귀국 항해에서 살아남았다. 주로 인도에서 활동한 발데마르 하프킨은 1890년대에 콜레라와 가래톳페스트에 대한 백신을 개발하고 사용했으며, 최초의 미생물학자로 간주된다.
2021년 Jörg Baten과 로라 마라발이 식민주의가 아프리카인에게 미친 인체 측정학적 영향에 대해 수행한 연구에 따르면, 식민지화 시기에 아프리카인의 키는 평균 1.1센티미터 감소했으며, 이후 식민 통치 기간 동안 회복되어 전반적으로 증가했다. 저자들은 이러한 감소의 원인을 말라리아와 아프리카 수면병과 같은 질병, 식민 통치 초기 수십 년간의 무자유 노동, 분쟁, 토지 강탈, 그리고 우역 바이러스 질병으로 인한 소 대량 사망에 돌렸다.

#### 질병 퇴치
일찍이 1803년, 스페인 왕실은 발미스 원정대를 조직하여 천연두 백신을 스페인 식민지로 운반하고 대규모 백신 접종 프로그램을 수립했다. 1832년까지 미국 연방 정부는 아메리카 원주민을 위한 천연두 예방 접종 프로그램을 수립했다. Mountstuart Elphinstone의 지시 아래 인도에서 천연두 예방 접종을 전파하기 위한 프로그램이 시작되었다. 20세기 초부터 열대 국가에서의 질병 퇴치 또는 통제는 모든 식민 세력의 추진력이 되었다. 아프리카의 수면병 유행은 수백만 명의 위험에 처한 사람들을 체계적으로 검사하는 이동팀 덕분에 억제되었다. 20세기에는 의학 발전으로 많은 국가에서 사망률이 감소하여 인류 역사상 가장 큰 인구 증가가 이루어졌다. 세계 인구는 1900년 16억 명에서 오늘날 70억 명 이상으로 증가했다.

## 식물학
식민지 식물학은 유럽 식민주의 시대에 획득되거나 교역된 새로운 식물들의 연구, 재배, 마케팅, 명명에 관한 일련의 저작들을 의미한다. 이 식물들 중 주목할 만한 예로는 설탕, 육두구, 담배, 정향, 계피, 페루 나무껍질, 고추, 미국찰나무, 그리고 차 (음료)가 있다. 이러한 작업은 식민지 야망을 위한 자금 확보, 유럽 확장 지원, 그리고 그러한 사업의 수익성 보장에 큰 부분이었다. 바스코 다 가마와 크리스토퍼 콜럼버스는 기존 베네치아 및 중동 상인들이 통제하던 무역로와 독립적으로 몰루카, 인도, 중국으로부터 향신료, 염료, 비단을 해상으로 거래할 경로를 찾고 있었다. Hendrik van Rheede, Georg Eberhard Rumphius, Jacobus Bontius와 같은 박물학자들은 유럽인을 대신하여 동양 식물에 대한 자료를 수집했다. 스웨덴은 광범위한 식민지 네트워크를 가지고 있지 않았지만, 칼 폰 린네에 기반한 식물학 연구는 값비싼 수입품에 대한 대안으로 계피, 차, 쌀을 현지에서 재배하는 기술을 식별하고 개발했다.

## 지리학

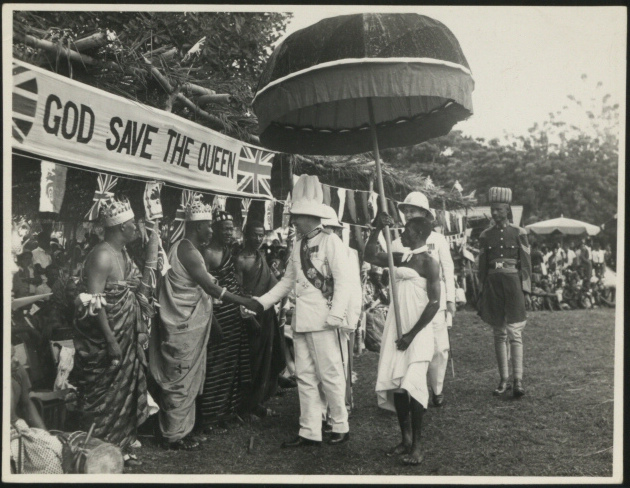
1953년의 영국령 토골란드.

정착민들은 원주민과 제국주의적 헤게모니 사이의 연결고리 역할을 하며, 이로써 식민자들과 피식민지인들 사이의 지리적, 이념적, 상업적 간극을 메웠다. 지리학이 학문으로서 식민주의에 얼마나 연루되어 있는지는 논쟁의 여지가 있지만, 지도학, 조선 (산업), 항법, 광업, 농업 생산성과 같은 지리적 도구들은 유럽의 식민지 확장에 결정적인 역할을 했다. 식민자들은 지구 표면에 대한 인식과 풍부한 실용적 기술을 통해 지식을 얻었으며, 이는 다시 권력을 창출했다.
앤 고들레프스카와 닐 스미스는 "제국은 '본질적으로 지리적 프로젝트'"라고 주장한다. 환경 결정론과 같은 역사적 지리 이론은 일부 지역이 저개발되었다는 관점을 제시함으로써 식민주의를 정당화했고, 이는 왜곡된 진화에 대한 개념을 만들어냈다. Ellen Churchill Semple과 Ellsworth Huntington과 같은 지리학자들은 북부 기후가 열대 기후의 원주민과는 달리 활력과 지능을 길러낸다는 개념을 제시했는데 (참조: 열대), 이는 환경 결정론과 사회진화론의 결합이었다.
정치 지리학자들은 또한 식민주의적 행태가 세계의 물리적 지도를 통해 강화되었고, 따라서 "그들"과 "우리" 사이의 시각적 분리를 만들어냈다고 주장한다. 지리학자들은 주로 식민주의와 제국주의의 공간에 초점을 맞추며, 더 구체적으로는 식민주의를 가능하게 하는 공간의 물질적 및 상징적 전유에 주목한다.:5

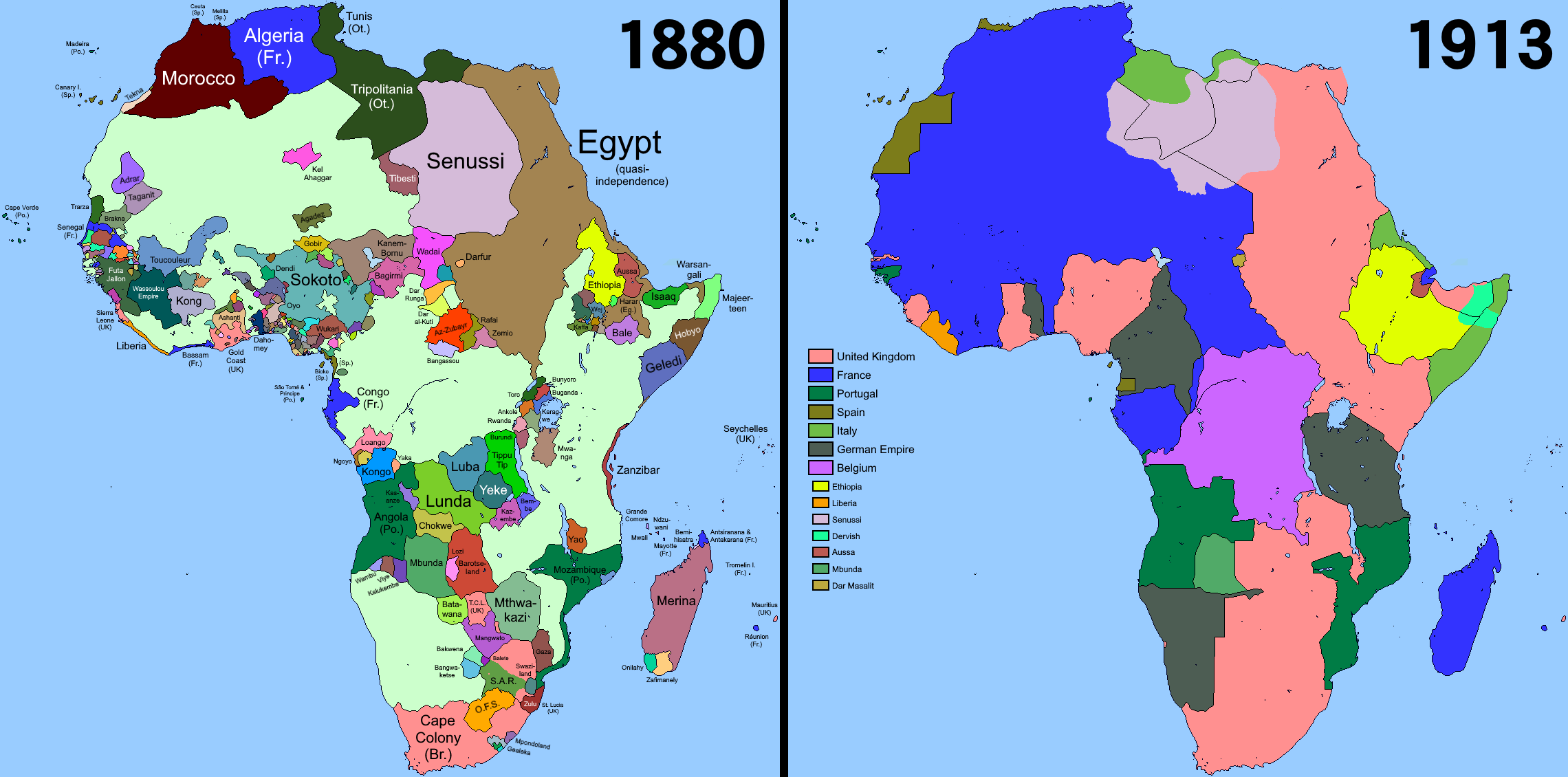
1880년과 1913년의 아프리카 비교.

지도는 식민주의에 광범위한 역할을 했다. 배셋은 "편리하고 표준화된 형식으로 지리 정보를 제공함으로써 지도 제작자들은 서아프리카가 유럽의 정복, 상업, 식민지화에 개방되는 데 도움이 되었다"고 말했다. 식민주의와 지리학의 관계가 과학적으로 객관적이지 않았기 때문에, 지도학은 식민 시대 동안 종종 조작되었다. 사회적 규범과 가치관은 지도의 구성에 영향을 미쳤다. 식민주의 동안 지도 제작자들은 경계를 형성하고 예술에서 수사학을 사용했다. 그 수사학은 정복하는 유럽인의 시각을 선호했는데, 이는 비유럽인이 만든 지도는 즉시 부정확한 것으로 간주되었다는 사실에서 분명하다. 더욱이 유럽 지도 제작자들은 자기민족중심주의로 이어진 일련의 규칙을 따라야 했다. J.B. Harley가 말했듯이, "지도를 만드는 단계는 선택, 생략, 단순화, 분류, 계층 생성, 그리고 '상징화'이며, 이 모든 것은 본질적으로 수사학적이다."
당시 유럽 지도 제작자들이 흔히 사용했던 관행은 미개척 지역을 "빈 공간"으로 표시하는 것이었다. 이는 식민 세력들에게 영향을 미쳐 이들 지역을 탐험하고 식민지화하려는 경쟁을 촉발했다. 제국주의자들은 자국 영광을 위해 이러한 공간을 채우는 데 공격적이고 열정적으로 매달렸다. 《인문 지리학 사전》은 지도학이 '발견되지 않은' 땅들의 원주민적 의미를 비우고 "서양의 지명과 경계"를 부과함으로써 공간적 존재로 만들었다고 지적한다. 이는 "'처녀지'(가정상 비어 있는 땅, '야생')를 식민지화(따라서 식민지 풍경을 남성 침투의 영역으로 성화)하도록 준비시키고, 외계 공간을 절대적, 정량적, 분리 가능한(재산으로서) 것으로 재구성"하는 과정이었다.

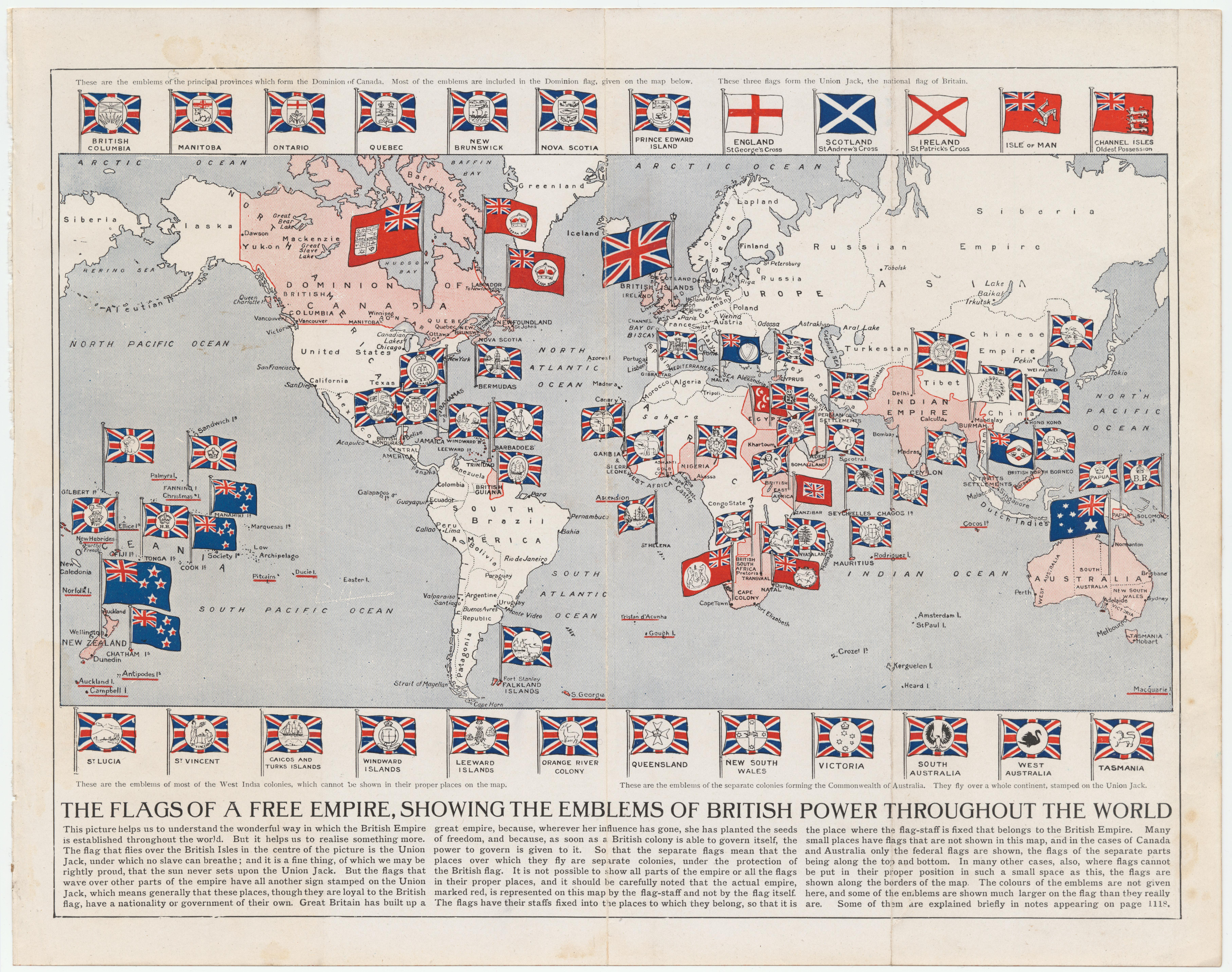
대영 제국 지도 (1910년 기준). 전성기에는 역사상 가장 큰 제국이었다.

데이비드 리빙스턴은 "지리학이 시기와 장소에 따라 다른 의미를 지녀왔다"고 강조하며, 지리학과 식민주의의 관계에 대해 경계를 설정하기보다는 열린 마음을 가져야 한다고 주장한다. 페인터와 제프리는 지리학이 객관적인 과학이 아니며, 물리적 세계에 대한 가정에 기반한다고 주장한다. 과학 소설 예술에서 보이는 표면적으로 열대 환경에 대한 외지리학적 표현들을 비교한 결과, 열대라는 개념이 지리와는 무관한 인위적인 사상과 신념의 집합체임을 보여준다.

### 해양 및 우주
심해 및 우주 공간 기술의 현대적 발전과 함께, 해저와 달의 식민지화는 비지구적 식민주의의 대상이 되었다.

## 마르크스주의
마르크스주의는 식민주의를 착취와 사회 변화를 강제하는 자본주의의 한 형태로 본다. 마르크스는 세계 자본주의 체제 내에서 식민주의가 불균등 발전과 밀접하게 연관되어 있다고 생각했다. 이는 "왜곡된 경제, 사회심리학적 혼란, 대규모 빈곤, 그리고 신식민지적 종속을 야기하는 대량 파괴, 종속, 체계적 착취의 도구"이다. 식민지는 생산 방식으로 건설된다. 원자재 탐색과 새로운 투자 기회 탐색은 자본 축적을 위한 자본가들 간의 경쟁의 결과이다. 레닌은 식민주의를 제국주의의 근본 원인으로 보았는데, 제국주의가 식민주의를 통한 독점 자본주의로 특징지어졌기 때문이다. 랴일 S. 순가는 다음과 같이 설명한다. "블라디미르 레닌은 사회주의 국제주의 프로그램의 필수적인 부분으로서 '사회주의 혁명과 민족 자결권에 대한 테제'에서 민족 자결권 원칙을 강력히 옹호했다." 그는 레닌의 말을 인용하며 다음과 같이 주장했다. "민족 자결권은 배타적으로 정치적 의미에서의 독립할 권리, 즉 압제 민족으로부터 자유롭게 정치적으로 분리할 권리를 의미한다. 구체적으로, 정치적 민주주의에 대한 이러한 요구는 분리를 위한 선전 활동과 분리하는 민족에 의한 분리 국민 투표에 대한 완전한 자유를 의미한다." 한편 RSFSR 및 이후 소련 내의 비러시아 마르크스주의자들, 예를 들어 미르새예트 솔탄갤리어프와 바실 샤흐라이는 1918년부터 1923년까지, 그리고 1929년 이후 소비에트 정권을 러시아 제국주의와 식민주의의 새로운 버전으로 간주했다.

가이아나의 역사학자이자 정치 운동가 월터 로드니는 아프리카 식민주의에 대한 비판에서 다음과 같이 말한다.
식민주의의 짧은 기간이 아프리카에 미친 결정적인 영향과 부정적인 결과는 주로 아프리카가 권력을 잃었다는 사실에서 비롯된다. 권력은 인간 사회의 궁극적인 결정 요인이며, 모든 집단 내부와 집단 간의 관계에 기본이 된다. 이는 자신의 이익을 방어하고 필요하다면 어떤 수단을 동원해서라도 자신의 의지를 강요할 수 있는 능력을 의미한다... 한 사회가 다른 사회에 완전히 권력을 포기하도록 강요받는다면 그 자체가 저개발의 한 형태이다... 식민지 이전 무역 수세기 동안, 유럽인들과의 불리한 상업에도 불구하고 아프리카는 사회 정치 및 경제 생활에 대한 어느 정도의 통제권을 유지했다. 내정 문제에 대한 그 작은 통제권은 식민주의 아래에서 사라졌다. 식민주의는 무역보다 훨씬 더 나아갔다. 이는 아프리카 내 사회 제도에 대한 유럽인들의 직접적인 점유 경향을 의미했다. 아프리카인들은 토착 문화 목표와 기준을 설정하는 것을 중단했고, 사회의 젊은 구성원들을 훈련시키는 완전한 권한을 잃었다. 이것들은 의심할 여지 없이 주요한 퇴보였다... 식민주의는 단순한 착취 시스템이 아니라, 본질적인 목적이 이윤을 이른바 '모국'으로 송환하는 것이었다. 아프리카인의 관점에서 볼 때, 이는 아프리카 노동으로 아프리카 자원에서 생산된 잉여의 일관된 국외 유출을 의미했다. 이는 아프리카가 저개발되는 것과 동일한 변증법적 과정의 일부로서 유럽의 발전을 의미했다. 식민지 아프리카는 잉여가 대도시 지역을 먹여 살리기 위해 추출되는 국제 자본주의 경제의 일부에 속했다. 앞에서 보았듯이, 토지와 노동의 착취는 인간 사회 발전에 필수적이지만, 이는 생산물이 착취가 발생하는 지역 내에서 이용 가능할 때에만 그렇다.
레닌에 따르면, 새로운 제국주의는 자본주의가 자유 무역에서 독점 자본주의 단계로 이행하여 자본을 조달하는 것을 강조했다. 그는 이것이 "세계를 분할하기 위한 투쟁의 심화와 연결되어 있다"고 말한다. 수출에 의해 자유 무역이 번성하는 것처럼, 독점 자본주의는 은행과 산업에서 얻은 이윤으로 축적된 자본의 수출에 의해 번성했다. 레닌에게 이것은 자본주의의 최고 단계였다. 그는 이러한 형태의 자본주의가 자본가들과 착취당하는 국가들 사이의 전쟁으로 치닫게 될 것이며, 전자는 필연적으로 패배할 것이라고 말한다. 전쟁은 제국주의의 결과라고 명시되어 있다. 이러한 생각의 연장선상에서 G.N. 우조이그웨는 "그러나 이제 이 시기 아프리카 역사에 대한 더 진지한 조사에서 제국주의가 근본적으로는 경제적 동기에 기반했음이 분명하다"고 말한다.

## 자유주의와 자본주의
고전적 자유주의자들은 일반적으로 식민주의와 제국주의에 추상적으로 반대했다. 여기에는 애덤 스미스, 프레데리크 바스티아, 리처드 코브든, 존 브라이트, 헨리 리처드, 허버트 스펜서, H.R. 폭스 번, 에드워드 모렐, 조세핀 버틀러, W.J. 폭스, 그리고 윌리엄 유어어트 글래드스턴 등이 포함된다. 이들의 철학은 중상주의와 같은 식민 사업이 자유 무역과 자유주의 정책의 원칙에 반대된다고 보았다. 애덤 스미스는 《국부론》에서 영국이 모든 식민지에 독립을 허용해야 한다고 썼으며, 이는 상업적 특권을 가진 상인들에게는 손실이 되겠지만 평균적인 영국인들에게는 경제적으로 이익이 될 것이라고 주장했다.

## 인종과 젠더
식민 시대 동안, 식민지화의 전 세계적 과정은 "모국"의 사회적, 정치적 신념 체계를 확산하고 통합시키는 역할을 했으며, 이는 종종 모국 인종의 특정 자연적 인종 우월성에 대한 믿음을 포함했다. 식민주의는 또한 이러한 동일한 인종적 신념 체계를 "모국" 자체 내에서도 강화하는 역할을 했다. 일반적으로 식민지 신념 체계에는 남성이 여성보다 본질적으로 우월하다는 특정 믿음도 포함되어 있었다. 이 특정 믿음은 식민지화 이전에 식민지 이전 사회에서도 종종 존재했다.
당시의 대중적인 정치 관행은 골상학, 비교해부학, 두상학 연구를 통해 유럽 (및 일본) 남성 권위를 정당화하고 여성 및 비모국 인종의 열등함을 정당화함으로써 식민 통치를 강화했다. 19세기의 생물학자, 자연학자, 인류학자, 민족학자들은 사라 바트만에 대한 조르주 퀴비에의 연구와 같이 식민지화된 원주민 여성 연구에 집중했다. 이러한 사례들은 모국 출신 자연학자들의 관찰을 바탕으로 인종 간의 자연적 우월성과 열등성 관계를 수용했다. 이러한 유럽 연구는 아프리카 여성의 해부학, 특히 생식기가 맨드릴, 비비, 원숭이와 닮았다는 인식을 낳았고, 이는 식민지화된 아프리카인을 진화적으로 우월하고 따라서 정당하게 권위 있는 유럽 여성의 특징과 구별시켰다.
현재는 유사 과학적 연구로 간주될 인종 연구 외에도, 당시의 일반적인 식민주의적 신념 체계의 부속물로서 성 역할에 대한 새로운, 이른바 "과학 기반" 이데올로기가 등장했다. 모든 문화권에서 여성의 열등함은 골상학에 의해 뒷받침되는 것으로 여겨지는 아이디어로 부상했는데, 이는 과학자들이 여성 인간의 전형적인 뇌 크기가 평균적으로 남성보다 약간 작다고 주장하게 만들었고, 따라서 여성 인간은 남성보다 덜 발달하고 덜 진화했다고 추론했다. 상대적인 두개골 크기 차이에 대한 이러한 발견은 나중에 남성 인간의 일반적인 전형적인 몸 크기와 여성 인간의 일반적인 전형적인 몸 크기의 차이에 기인한 것으로 밝혀졌다.
구 유럽 식민지들에서는 비유럽인과 여성들이 당시의 지배적인 식민주의 지지 과학 이데올로기에 따라 식민 세력에 의해 침략적인 연구를 당하기도 했다.

## 타자화
타자화는 특정 특성의 반복으로 인해 다르거나 비정상으로 분류된 사람이나 집단에게 별개의 개체를 생성하는 과정이다. 타자화는 사회적 규범에 맞지 않는 사람들을 구별하고, 분류하며, 범주화하기 위해 차별하는 사람들이 만들어내는 것이다. 최근 수십 년 동안 여러 학자들이 사회 이론에서 "타자" 개념을 인식론적 개념으로 발전시켰다. 예를 들어, 탈식민주의 학자들은 식민지화 세력이 토지 식민지화를 통해 지배하고, 문명화하며, 자원을 추출하기 위해 존재하는 "타자"를 설명했다고 믿었다.
정치 지리학자들은 식민/제국 세력들이 자신들이 지배하려는 지역을 어떻게 "타자화"하여 토지 착취를 합법화했는지 설명한다. 식민주의가 부상하고 그 이후 서구 열강은 동양을 "타자"로 인식하여 자신들의 사회적 규범과 다르고 분리된 존재로 보았다. 이러한 관점과 문화 분리는 동양과 서양 문화를 나누어 지배/종속 관계를 형성했으며, 둘 다 서로에게 "타자"가 되었다.

## 탈식민주의

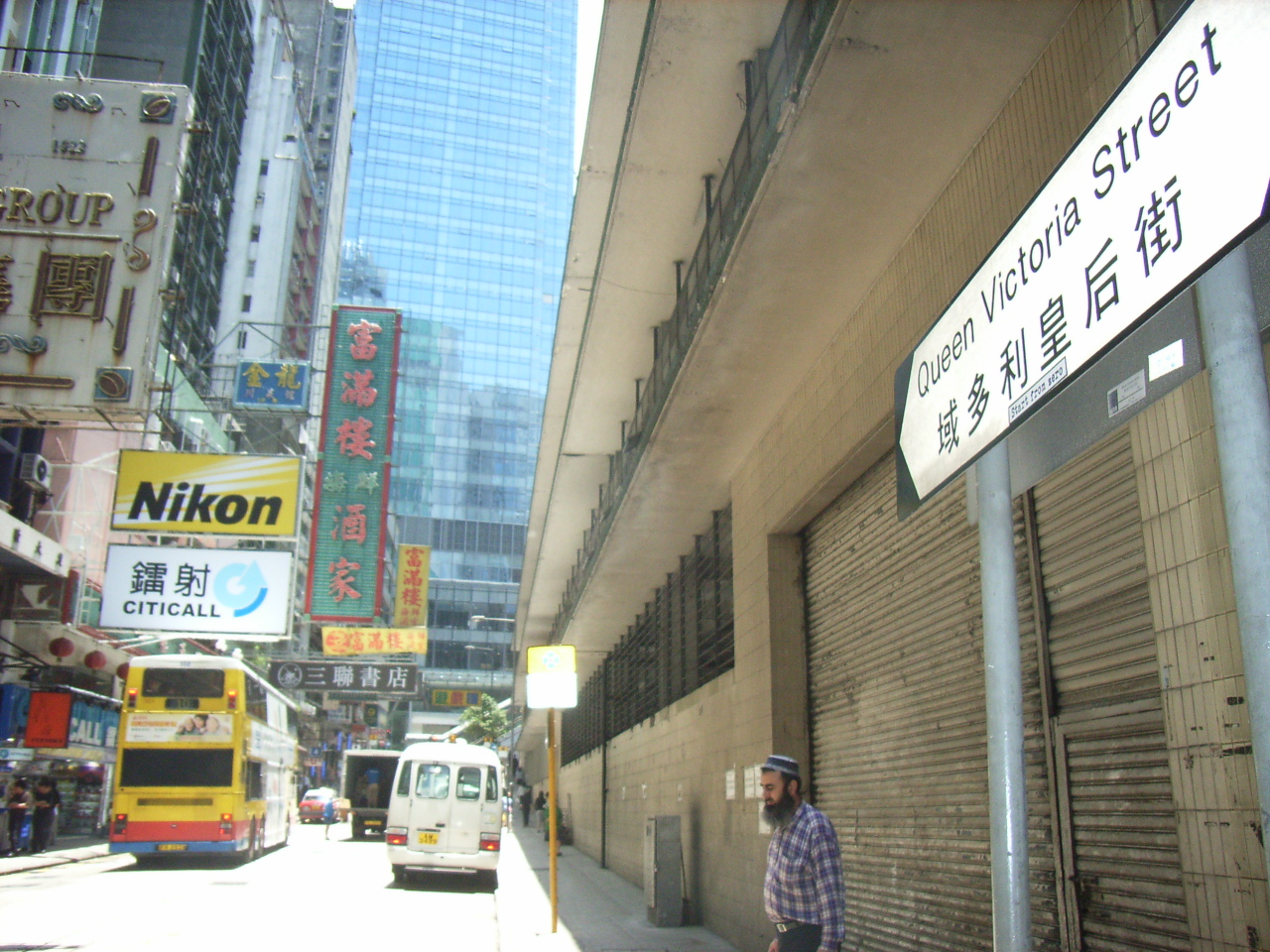
옛 홍콩의 퀸 빅토리아 스트리트.

탈식민주의(또는 탈식민주의 이론)는 식민 지배의 유산을 다루는 철학 및 문학 이론의 집합을 의미할 수 있다. 이러한 의미에서 탈식민주의 문학은 과거 식민 제국에 종속되었던 민족들의 정치적, 문화적 독립에 관심을 갖는 포스트모던 문학의 한 분야로 간주될 수 있다.
많은 실천가들은 에드워드 사이드의 저서 《오리엔탈리즘》(1978)을 이론의 창시적인 저작으로 본다 (비록 에메 세제르 (1913–2008)와 프란츠 파농 (1925–1961)과 같은 프랑스 이론가들이 사이드보다 수십 년 전에 유사한 주장을 했지만). 사이드는 발자크, 보들레르, 로트레아몽의 작품을 분석하며, 그들이 유럽 인종 우월주의의 사회적 환상을 형성하는 데 기여했다고 주장했다.
탈식민 소설 작가들은 전통적인 식민지적 담론과 상호작용하지만, 이를 변형하거나 전복시킨다. 예를 들어, 친숙한 이야기를 이야기 속 억압받는 조연의 시점에서 다시 이야기하는 방식이다. 가야트리 차크라보르티 스피박의 《서발턴은 말할 수 있는가?》(1998)는 서발턴 연구에 이름을 부여했다.
《탈식민 이성에 대한 비판》(1999)에서 스피박은 유럽 형이상학의 주요 작품들(칸트와 헤겔의 작품과 같은)이 서발턴을 논의에서 배제하는 경향이 있을 뿐만 아니라, 비유럽인들이 완전한 인간 주체로서의 지위를 차지하는 것을 적극적으로 방해한다고 주장했다. 헤겔의 《정신 현상학》(1807)은 명백한 자기민족중심주의로 유명하며, 서양 문명을 모든 문명 중 가장 완성된 것으로 간주하며, 칸트 또한 그의 작품에서 인종주의의 흔적을 보였다.
2014년 유고브의 설문조사에 따르면 영국인들은 식민주의와 대영 제국에 대해 대부분 자랑스러워하는 것으로 나타났다.
새로운 유고브 설문조사에 따르면 대다수(59%)는 대영 제국이 부끄러워해야 할 일(19%)이라기보다는 자랑스러워해야 할 일이라고 생각한다. 23%는 모른다고 답했다. 젊은이들은 제국에 대해 자부심보다 수치를 느낄 가능성이 가장 낮지만, 18-24세의 약 절반(48%)은 자부심을 느낀다. 이에 비해 60세 이상의 약 3분의 2(65%)는 주로 자부심을 느낀다. ... 영국인 3분의 1(34%)은 영국이 여전히 제국을 가지고 있다면 좋겠다고 말한다. 절반 미만(45%)은 오늘날 제국이 존재하기를 원하지 않는다고 말한다. 20%는 모른다고 답했다.

## 이주

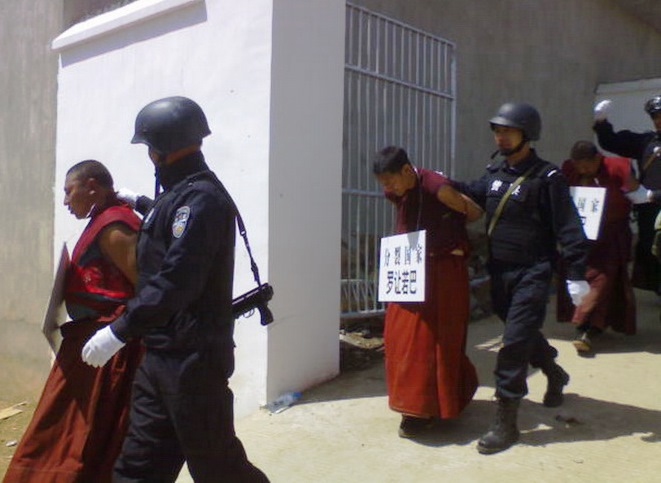
2008년 티베트 원주민들의 중국화에 대한 항의 시위.

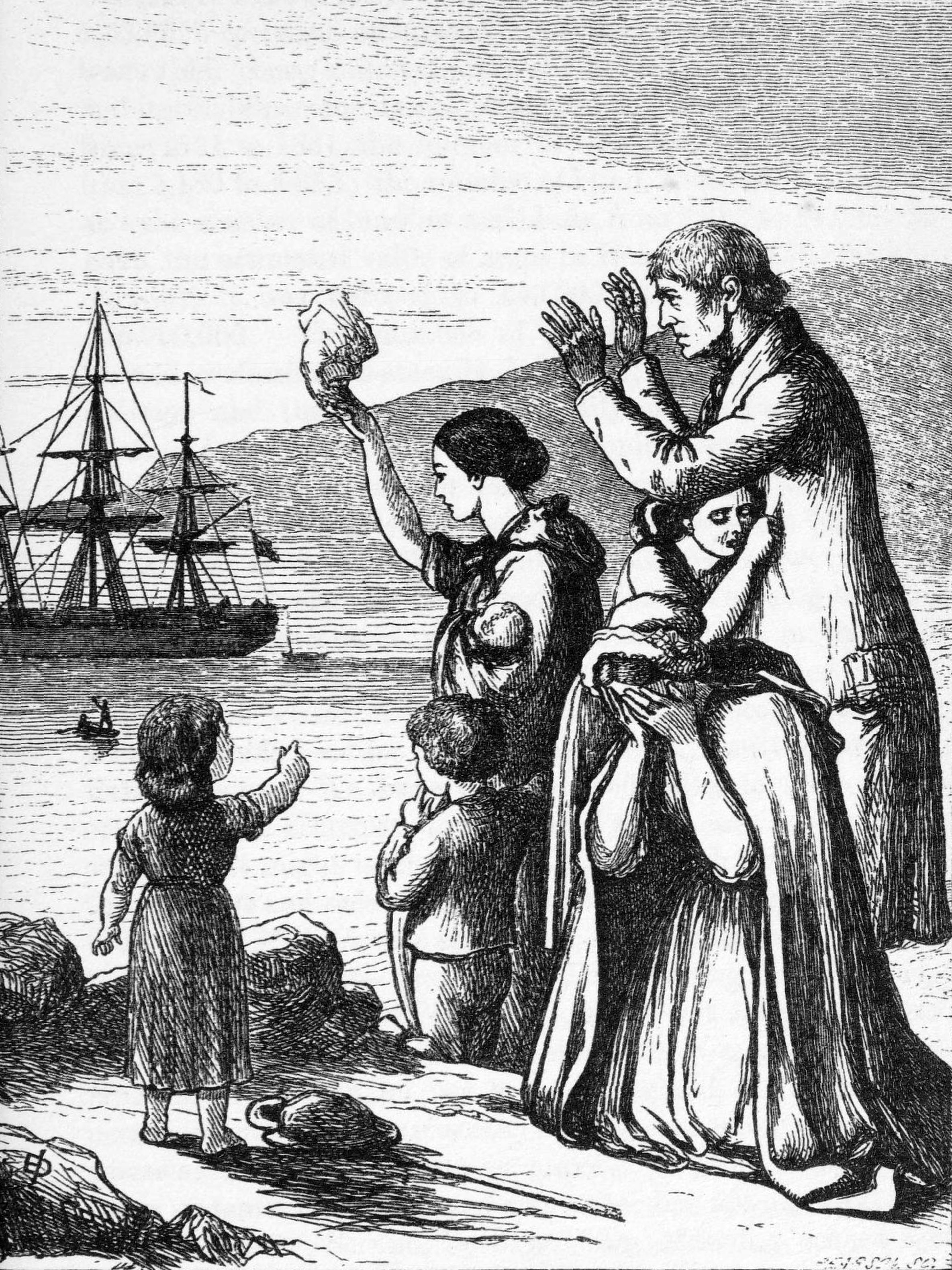
아일랜드인들이 아일랜드를 떠나고 있으며, 많은 이들이 1840년대 아일랜드 대기근으로 인해 이주했다.

화하족 외부 지역 및 국가 중 한족 혈통이 많은 지역:
- 신장 위구르 자치구: 한족 정착민 42.24%, 원주민 44.96%[160]
- 티베트: 논란 중. 티베트 자치구 내 한족 12.2%.[161]
- 대만: 한족계 대만인 95~97%, 원주민 2.3%[162]
- 만주: 한족 80% 이상, 만주족 원주민 20% 미만.[163]

유럽 외 지역 및 국가 중 유럽인 혈통이 많은 지역
- 아프리카 (유럽계 아프리카인 참조)

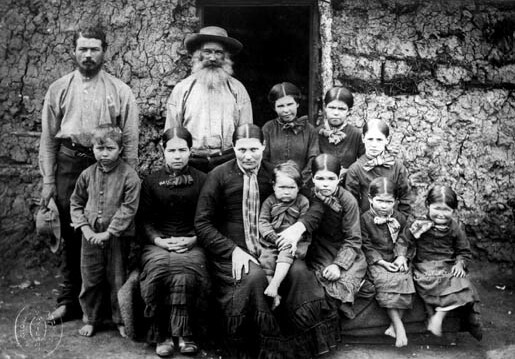
1886년 남아프리카의 보어인 가족.

  - 남아프리카 공화국 (유럽계 남아프리카인): 인구의 5.8%[165]
  - 나미비아 (유럽계 나미비아인): 인구의 6.5%, 대부분 아프리칸스어 사용자, 독일어 사용자 소수 포함.[166]
  - 레위니옹: 인구의 약 25%로 추정[167]
  - 짐바브웨 (유럽계 짐바브웨인)
  - 알제리 (피에 느와르)[168]
  - 보츠와나: 인구의 3%[169]
  - 케냐 (유럽계 케냐인)
  - 모리셔스 (프랑스-모리셔스인)
  - 모로코 (유럽계 모로코인)[170]
  - 코트디부아르 (프랑스인)[171]
  - 세네갈[172]
  - 카나리아 제도 (스페인인), 카나리아인으로 알려짐.
  - 세이셸 (프랑스-세이셸인)
  - 소말리아 (이탈리아계 소말리아인)
  - 에리트레아 (이탈리아계 에리트레아인)
  - 세인트헬레나 (영국) 및 트리스탄다쿠냐 (영국): 주로 유럽인.
  - 에스와티니: 인구의 3%[173]
  - 튀니지 (유럽계 튀니지인)[174]

- 아시아

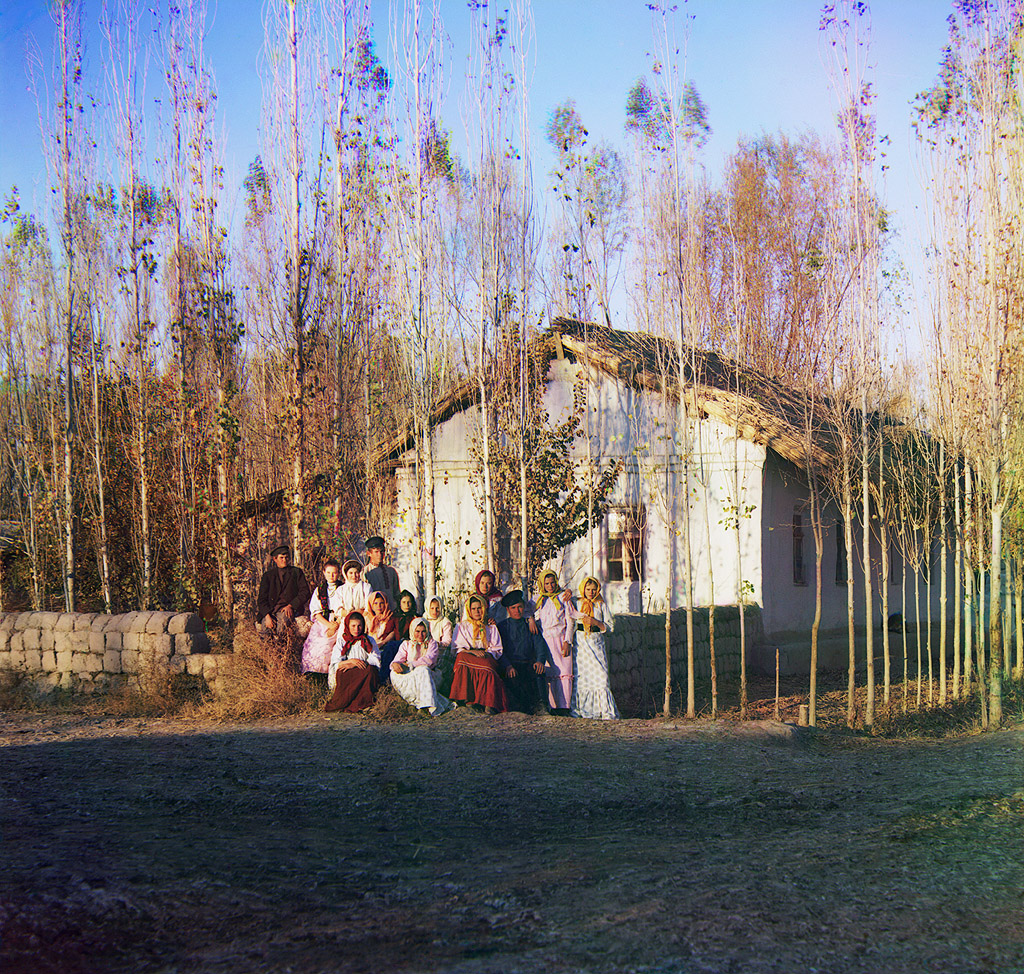
1911년, 현재의 카자흐스탄인 중앙아시아에 정착한 러시아인들.

  - 시베리아 (러시아인, 독일인, 우크라이나인)[175][176]
  - 카자흐스탄 (러시아계 카자흐스탄인, 카자흐스탄의 독일인): 인구의 30%[177][178]
  - 우즈베키스탄 (러시아인 및 기타 슬라브족): 인구의 6%[178][179]
  - 키르기스스탄 (러시아인 및 기타 슬라브족): 인구의 14%[178][180][181]
  - 투르크메니스탄 (러시아인 및 기타 슬라브족): 인구의 4%[178][182]
  - 타지키스탄 (러시아인 및 기타 슬라브족): 인구의 1%[178][183]
  - 홍콩[184]
  - 필리핀 (스페인 혈통): 인구의 3%
  - 인도 아대륙 (앵글로-인도인)
- 라틴아메리카 (백인 라틴 아메리카인 참조) 틀:경 브라질 상파울루에 도착하는 이탈리아 이민자 가족.

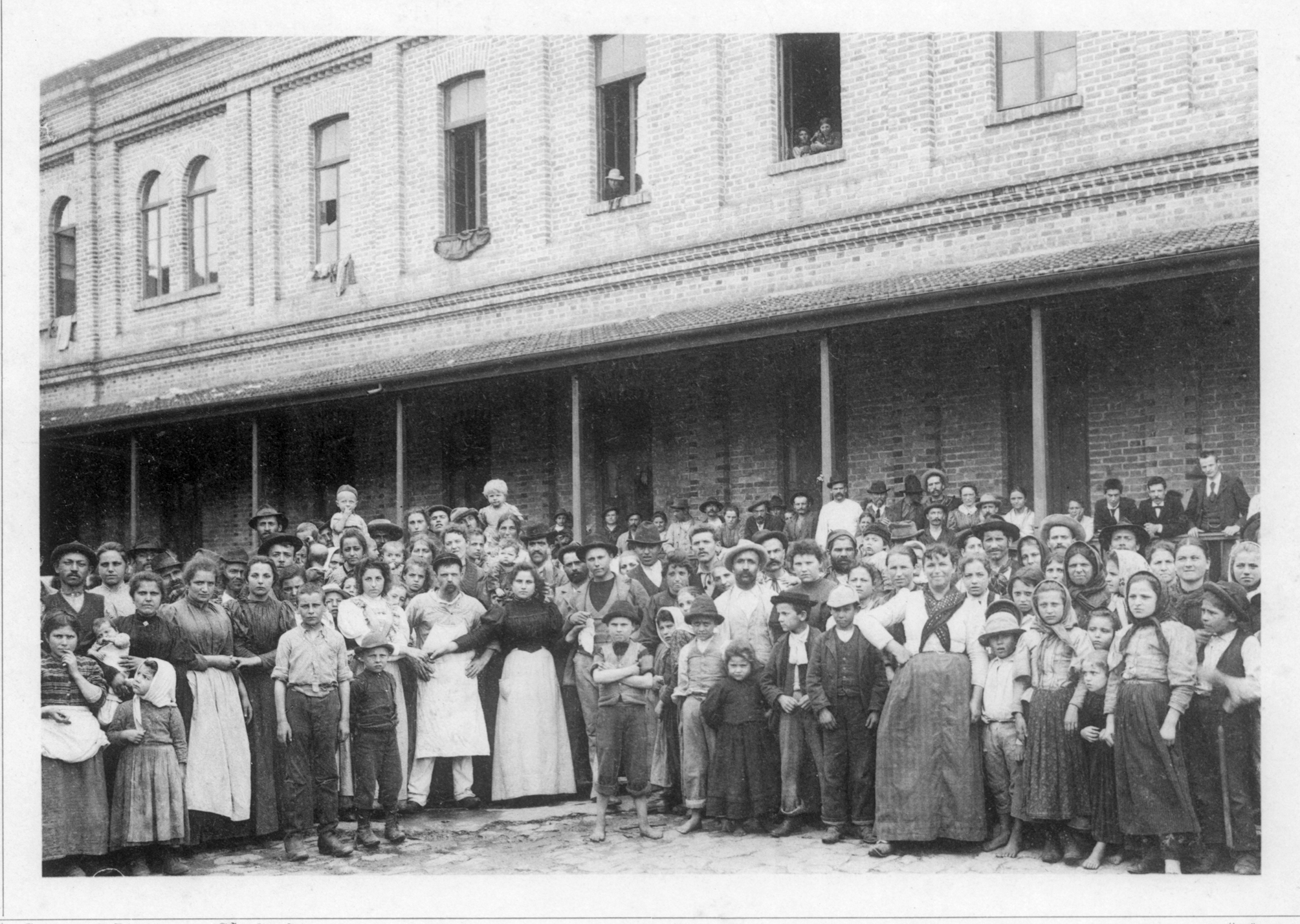
브라질 상파울루에 도착하는 이탈리아 이민자 가족.

  - 아르헨티나 (아르헨티나로의 유럽 이민): 인구의 97%가 유럽인 및 메스티소[185]
  - 볼리비아: 인구의 15%[186]
  - 브라질 (브라질 백인): 인구의 47%[187]
  - 칠레 (칠레 백인): 인구의 60~70%.[188][189][190]
  - 콜롬비아 (콜롬비아 백인): 인구의 37%[191]
  - 코스타리카: 인구의 83%[192]
  - 쿠바 (쿠바 백인): 인구의 65%[193]
  - 도미니카 공화국: 인구의 16%[194]
  - 에콰도르: 인구의 7%[195]
  - 온두라스: 인구의 1%[196]
  - 엘살바도르: 인구의 12%[197]
  - 멕시코 (멕시코 백인): 인구의 9% 또는 ~17%.[198][199] 그리고 70~80%는 메스티소.[199]
  - 니카라과: 인구의 17%[200]
  - 파나마: 인구의 10%[201]
  - 푸에르토리코: 인구의 약 80%[202]
  - 페루 (유럽계 페루인): 인구의 15%[203]
  - 파라과이: 인구의 약 20%[204]
  - 우루과이 (우루과이 백인): 인구의 88%[205]벨리즈에 거주하는 독일계 메노나이트.

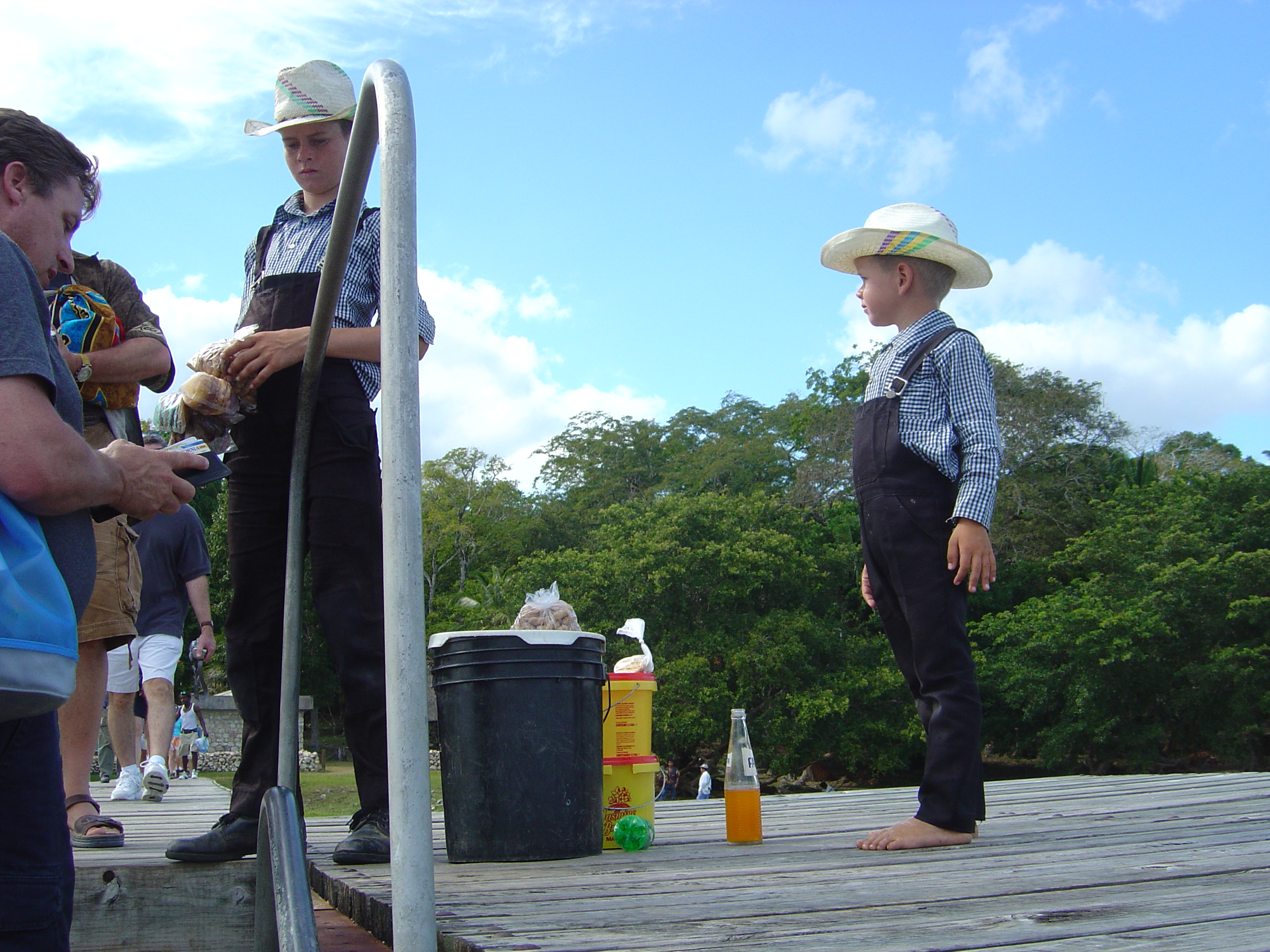
벨리즈에 거주하는 독일계 메노나이트.

  - 베네수엘라 (베네수엘라 백인): 인구의 42%[206]
- 나머지 아메리카
  - 바하마: 인구의 12%[207]
  - 바베이도스 (바베이도스 백인): 인구의 4%[208]
  - 버뮤다: 인구의 34%[209]
  - 캐나다 (유럽계 캐나다인): 인구의 80%[210]
  - 포클랜드 제도: 대부분 영국계 혈통.
  - 프랑스령 기아나: 인구의 12%[211]
  - 그린란드: 인구의 12%[212]
  - 마르티니크: 인구의 5%[213]
  - 생바르텔레미[214]
  - 트리니다드 토바고:[215] 인구의 1%19세기 하와이의 포르투갈 이민자 가족.

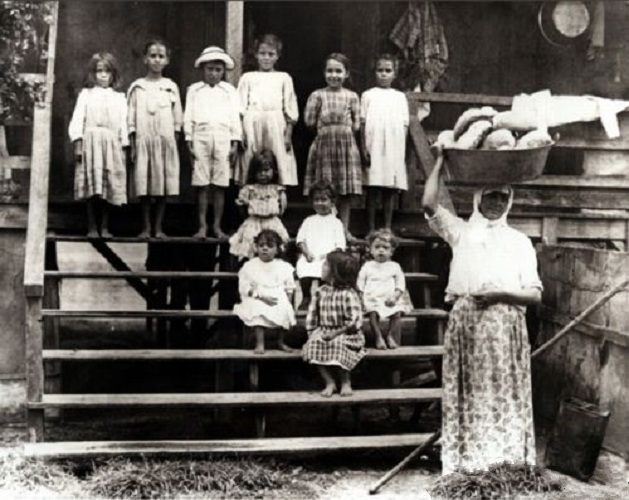
19세기 하와이의 포르투갈 이민자 가족.

  - 미국 (유럽계 미국인): 히스패닉 및 비히스패닉 백인을 포함하여 인구의 72%.
- 오세아니아 (유럽계 오세아니아인 참조)
  - 오스트레일리아 (유럽계 오스트레일리아인): 인구의 90%
  - 뉴질랜드 (유럽계 뉴질랜드인): 인구의 78%
  - 누벨칼레도니 (칼도슈인): 인구의 35%
  - 프랑스령 폴리네시아: (조레이유인) 인구의 10%[216]
  - 하와이: 인구의 25%[217]
  - 크리스마스섬: 인구의 약 20%.
  - 괌: 인구의 7%[218]
  - 노퍽섬: 인구의 9%에서 5%로 감소.

## 같이 보기
- 식민지
- 비식민지화/비식민
- 비식민주의 (영어판 위키백과)
- 탈식민주의
- 제국주의
- 식민지 근대화론